# Plasencia

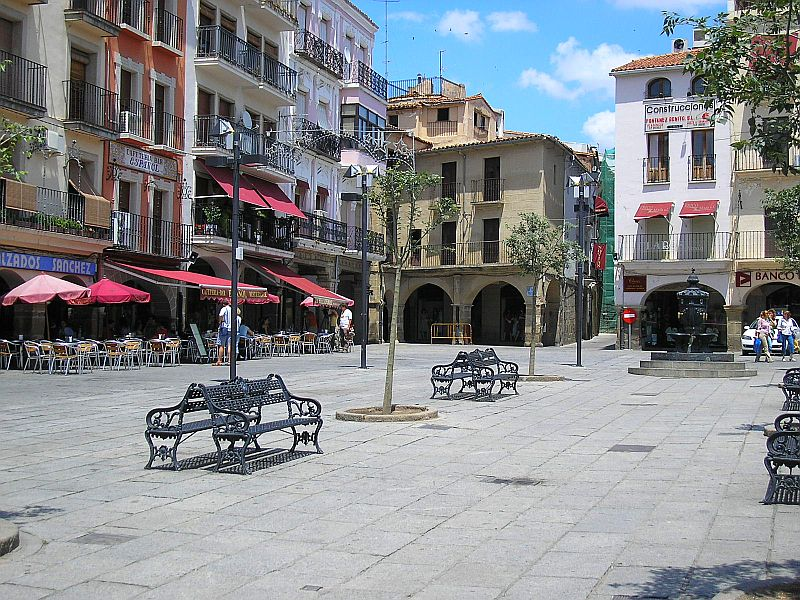
Plaza Mayor

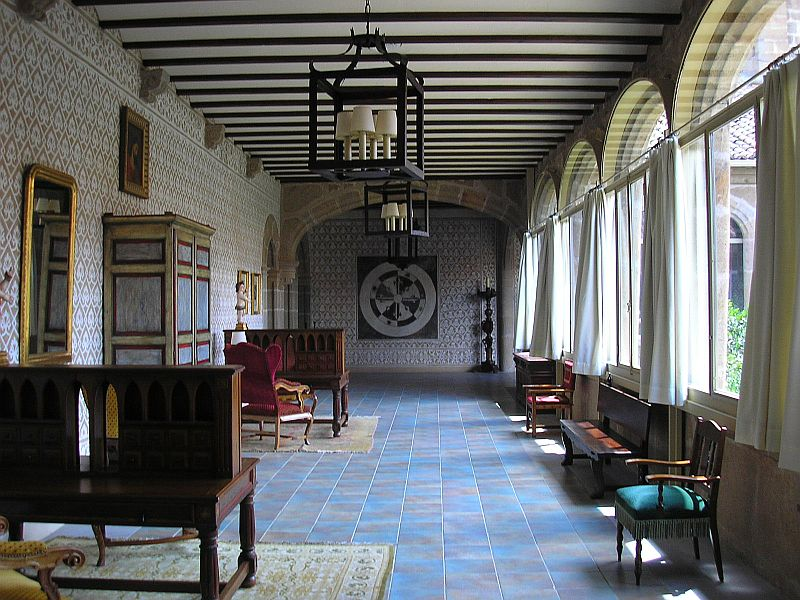
Convento de São Domingos (século XV), atualmente ocupado pelo Parador Nacional de Plasencia

Plasencia é um município e cidade da Espanha, na província de Cáceres, comunidade autónoma da Estremadura, com 218 km² de área. Em 2021 tinha 39 558 habitantes (densidade: 181,5 hab./km²). É a capital da diocese com o mesmo nome e de várias comarcas do norte estremenho, o segundo núcleo urbano mais povoado da província de Cáceres e o quarto da Estremadura. Na cidade estão sediados diversos serviços do estado espanhol e do governo autonómico (Junta da Estremadura), que servem todo o norte da Estremadura.
A cidade situa-se na entrada do sopé do vale do Jerte, um dos principais pontos de passagem da fronteira natural montanhosa entre o sul e o norte do centro da Península Ibérica. A situação atual de fronteira entre as comunidades autónomas da Estremadura e de Castela e Leão traduz uma realidade histórica muito antiga. A área, percorrida por uma das rotas comerciais históricas mais importantes e antigas da Península Ibérica, frequentemente designada por Via da Prata, que ligava o que é hoje Cádis ao que é atualmente Astorga, é habitada desde a Pré-história, e à data da fundação oficial da cidade, no século XII, tinha uma importância estratégica acrescida por ser uma zona de fronteira disputada entre cristãos e muçulmanos, e pelos reinos cristãos rivais de Castela, Leão e Portugal.
Cidade importante e próspera desde que foi fundada no século XII, teve o seu apogeu entre os séculos XV e XVII, tendo tido um papel fulcral durante a Guerra de Sucessão de Castela, na segunda metade do século XV. A partir do século XVII assistiu a um declínio gradual e acentuado, para o que muito contribuíram a Guerra da Restauração de Portugal, na segunda metade do século XVII, a Guerra da Sucessão Espanhola, no início do século XVIII, e a Guerra Peninsular, no início do século XIX. A situação estratégica da cidade implicou que ela fosse palco de combates e de base de tropas, que, pelas suas necessidades logísticas, arruinaram a economia local já debilitada. Embora não tendo sido palco de combates durante a Guerra Civil Espanhola, esta afetou negativamente a economia local, a qual também não beneficiou dos financiamentos à reconstrução do pós-guerra por não ter havido estragos físicos provocados pela guerra. A inversão do declínio só chegaria nos anos 1960, com o desenvolvimento industrial e diversas obras públicas, nomeadamente grandes projetos de irrigação e de aproveitamentos hidroelétricos.
Plasencia conta com um rico património histórico, concentrado principalmente no centro histórico bem preservado, onde ainda se respira uma atmosfera muito medieval. Não obstante, a cidade é omitida em muitos dos roteiros turísticos mais populares de Espanha, algo que em grande parte se deve à extraordinária riqueza patrimonial da maior parte das cidades espanholas e à proximidade relativa de outras cidades mais conhecidas, como Salamanca, Ávila e Cáceres Apesar disso, o turismo é uma atividade com alguma importância e a cidade é muito visitada tanto pelo seu património edificado, como pelas belezas naturais da área onde se insere, com destaque para o vale do Jerte as suas famosas cerejeiras, que produzem uma parte considerável das cerejas produzidas em Espanha. Os períodos mais concorridos são, além do verão, a Semana Santa e as festas das cerejeiras em flor no vale do Jerte, que ocorrem geralmente em abril, e que por vezes coincidem com a Semana Santa.

## Toponímia, gentílico e símbolos
Toponímia
O nome da cidade provém do lema que lhe foi dado pelo seu fundador, Afonso VIII de Castela e que consta do brasão - "Ut placeat Deo et hominibus" - "Para que agrade (em castelhano:  plazca) a Deus e aos homens".
Gentílico
O gentílico culto, e o mais empregado atualmente é placentino/a. Antigamente era comum, sobretudo nas áreas em volta da cidade, o termo plasencianos, o qual caiu em desuso.
Bandeira
A bandeira é retangular, partida ao meio e apresenta as cores sinopla (verde-esmalte) em baixo e púrpura em cima. No centro encontra-se o brasão da cidade.
Brasão
Ut placeat deo et hominibus - "Para que agrade a Deus e aos homens" em latim - é a divisa que orla o brasão de Plasencia, em cujo centro sobressai um castelo [[Ameia|ameado]], tendo à direita um castanheiro e à esquerda um pinheiro, ambos com as raízes a descoberto.

## História

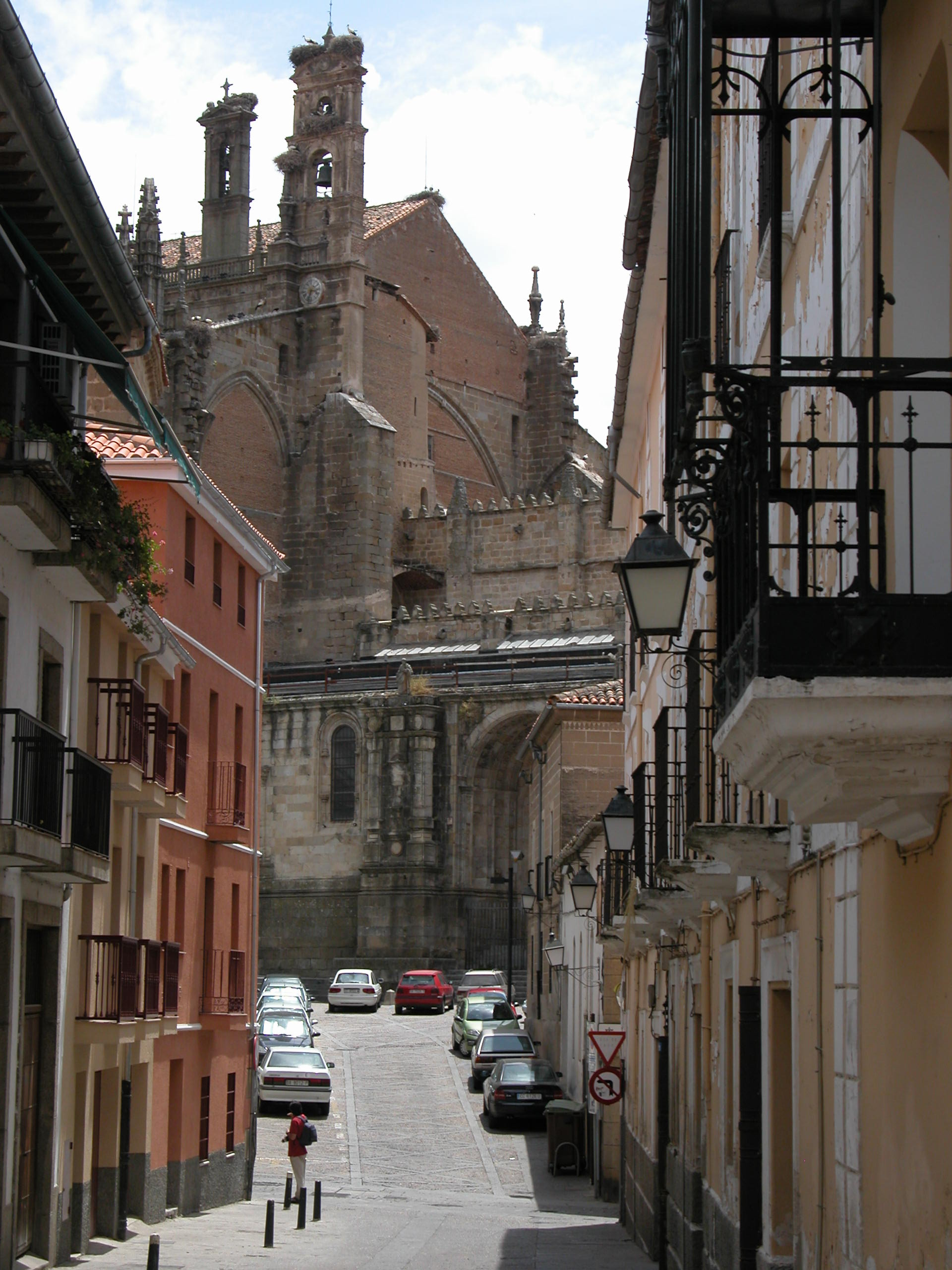
Vista da catedral

A região de Plasencia foi habitada desde a Pré-história, facto comprovado por descobertas arqueológicas, nomeadamente na Gruta de Boquique. Nas imediações da cidade há vestígios de um castro e durante o império romano existiu na zona um acampamento militar das legiões romanas, ligado à estrada romana denominada Via da Prata, rota que se pensa existir desde os tempos de Tartessos (séculos X a VI a.C.).
A área foi conquistada em 1186 por Afonso VIII de Castela, que fundou a cidade atual no mesmo ano e a dotou da muralha que ainda hoje é um dos ex-libris da cidade, sendo considerada um dos conjuntos defensivos medievais mais bem preservados da Europa.
A cidade prosperou durante toda a Idade Média e atingiu o seu apogeu nos séculos XV e XVI, período em que foi palco de alguns episódios importantes da história peninsular, nomeadamente durante a Guerra de Sucessão de Castela (1475-1479), período em que assistiu ao casamento do rei Afonso V de Portugal com a sua sobrinha Joana de Trastâmara, a Beltraneja, pretendente ao trono de Castela, que viria a perder para a sua meia-irmã Isabel, a Católica.
A partir do século XVII a cidade entrou em declínio, uma situação que só seria invertida na década de 1960, tendo sofrido muito com as várias guerras peninsulares - da Restauração portuguesa (1640-1668), Sucessão Espanhola (1702- 1714) e Peninsular (invasões francesas, conhecida em Espanha como Guerra da Independência, 1808-1814).

## Geografia

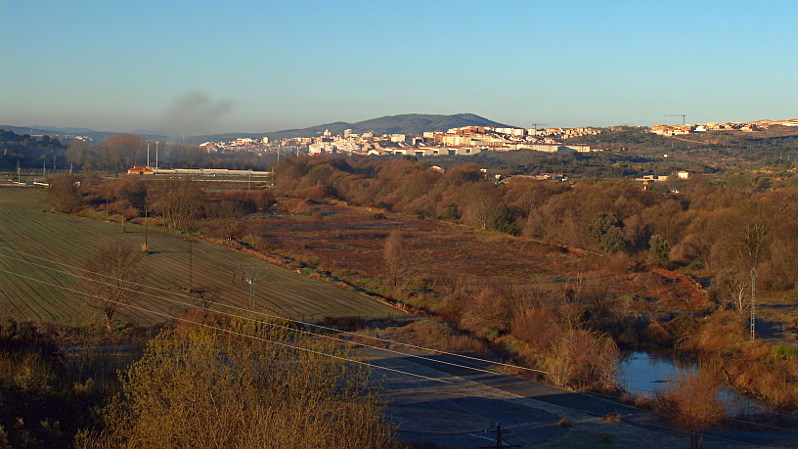
Plasencia vista de nordeste, desde o Vale do Jerte

Plasencia encontra-se a 83 km a norte de Cáceres, 150 km a norte de Mérida, 126 km a sul de Salamanca, 245 km a oeste de Madrid, 150 km a sudoeste de Ávila, 90 km a leste da fronteira de Portugal (Monfortinho), 160 km a leste de Castelo Branco e  380 km a nordeste de Lisboa.[a] A altitude média da cidade é 350 m acima do nível do mar. Situa-se no topo norte da Estremadura, no último troço do Vale do Jerte, nos contrafortes ocidentais do maciço montanhoso do Sistema Central, cujos cumes constituem a fronteira natural entre a província de Cáceres com as de Salamanca e Ávila. O vale é estreito, com orientação NE-SO e é flanqueado a oeste pela Serra de Traslasierra e a leste pela Serra de San Bernabé, que faz parte da Serra de Tormantos. Estas situação e relevo envolvente teem muita influência no clima do município.
O perímetro urbano é delimitado a oeste pela serra del Gordo e serra de Berenguer, ambas pertencentes ao maciço da Serra de Traslasierra, e a leste pela Serra de Santa Bárbara, uma continuação da Serra de San Bernabé. O ponto mais alto do município é o pico del Gordo, com 997 m de altitude acima do nível do mar. A área urbana do município encontra-se representado na folha (em castelhano:  hoja) 0598 do MTN (Mapa Topográfico Nacional de Espanha).
| Municípios limítrofes de Plasencia |                                   |                         |
| Oliva de Plasencia, Valdeobispo    | Cabezabellosa                     | Casas del Castañar      |
| Aldehuela de Jerte                 |                                   | Gargüera                |
| Galisteo                           | Malpartida de Plasencia, Riolobos | Malpartida de Plasencia |

Extensão
O município tem 218 km², o que faz dele um dos mais extensos da Estremmadura. Dele fazem parte as povoações de San Gil e Pradochano, classificadas no passado como bairros da cidade e que atualmente são entidades locais menores.

### Demografia
A população tem vindo a aumentar progressivamente de forma moderada nas últimas décadas. No contexto da Estremmadura, a cidade é um dos principais focos de atracção do fluxo migratório, tanto de população de origem espanhola como de origem estrangeira.
| Evolução demográfica de Plasencia entre 1920 e 2011 |
| --------------------------------------------------- |
|                                                     |

| Pirâmide etária (2008) |        |       |          |      |
| %                      | Homens | Idade | Mulheres | %    |
| 0,57                   |        | 85+   |          | 1,14 |
| 0,88                   |        | 80-84 |          | 1,42 |
| 1,50                   |        | 75-79 |          | 2,12 |
| 1,90                   |        | 70-74 |          | 2,35 |
| 1,71                   |        | 65-69 |          | 1,89 |
| 2,25                   |        | 60-64 |          | 2,43 |
| 2,62                   |        | 55-59 |          | 2,66 |
| 3,19                   |        | 50-54 |          | 3,61 |
| 3,87                   |        | 45-49 |          | 4,06 |
| 4,35                   |        | 40-44 |          | 4,48 |
| 4,08                   |        | 35-39 |          | 4,17 |
| 3,87                   |        | 30-34 |          | 3,81 |
| 3,51                   |        | 25-29 |          | 3,16 |
| 3,40                   |        | 20-24 |          | 3,23 |
| 3,07                   |        | 15-19 |          | 3,06 |
| 2,94                   |        | 10-14 |          | 2,58 |
| 2,71                   |        | 5-9   |          | 2,57 |
| 2,47                   |        | 0-4   |          | 2,37 |

| Distribuição etária em 2009 | Distribuição etária em 2009 | Distribuição etária em 2009 | Distribuição etária em 2009 |
| < 20 anos                   | 20-40 anos                  | 40-60 anos                  | >60 anos                    |
| --------------------------- | --------------------------- | --------------------------- | --------------------------- |
| 22%                         | 29%                         | 20%                         | 29%                         |

População estrangeira
No censo de 2009 foram contabilizados 1 977 habitantes de nacionalidade estrangeira, o que representa 4,58% da população. As comunidades mais numerosas eram a romena (143), boliviana (123) e marroquina (173).

### Geologia

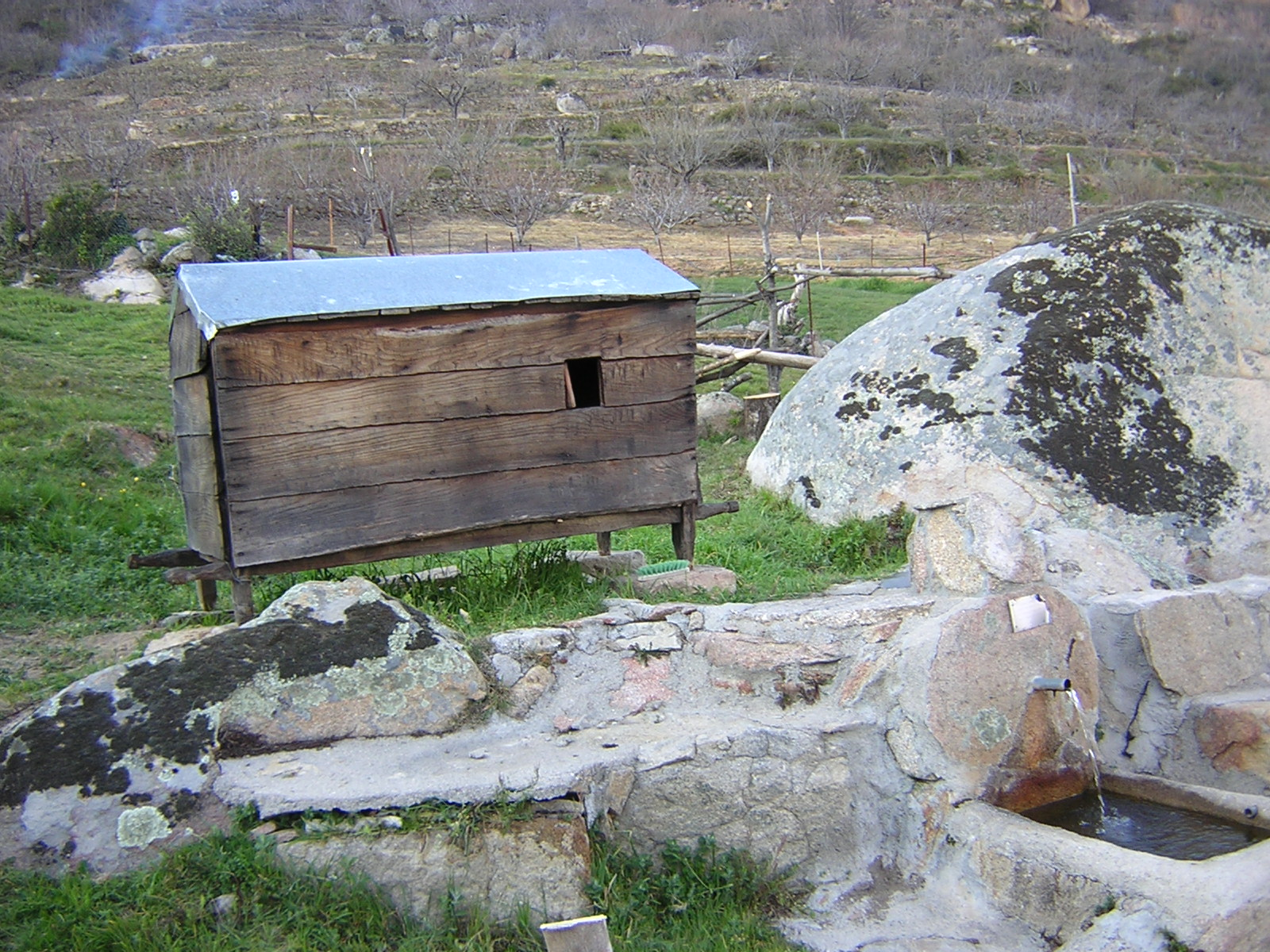
Choupana móvel de pastor junto a bloco granítico no Vale do Jerte

O município enquadra-se no Maciço Hespérico, na parte meridional da Unidade Geológica Centro-ibérica. Do ponto de vista estratigráfico, predominam os sedimentos precâmbricos, constituidos por grauvaques e os ardósias, além de granito da zona Béjar-Plasencia.
Também se encontram sedimentos do Terciário e Quaternário, ligados principalmente ao sistema fluvial. Os depósitos terciários encontram-se na bacia[b] de Cória e na bacia associada à falha de Plasencia.
Os sedimentos quaternários são mais notórios nas diversas plataformas aluviais[c] relacionadas com o rio Jerte. Os materiais mais comuns são seixos rolados de quartzo, xistos e granitos em matriz areno-argilosa. As rochas graníticas da área de Béjar-Plasencia ocupam a parte setentrional do município.
Não existem indícios de explorações minerais na zona. No passado recente existiram pedreiras para extração de diferentes materiais, bem como de cerâmica industrial nos depósitos terciários, mas todas essas explorações estão abandonadas.

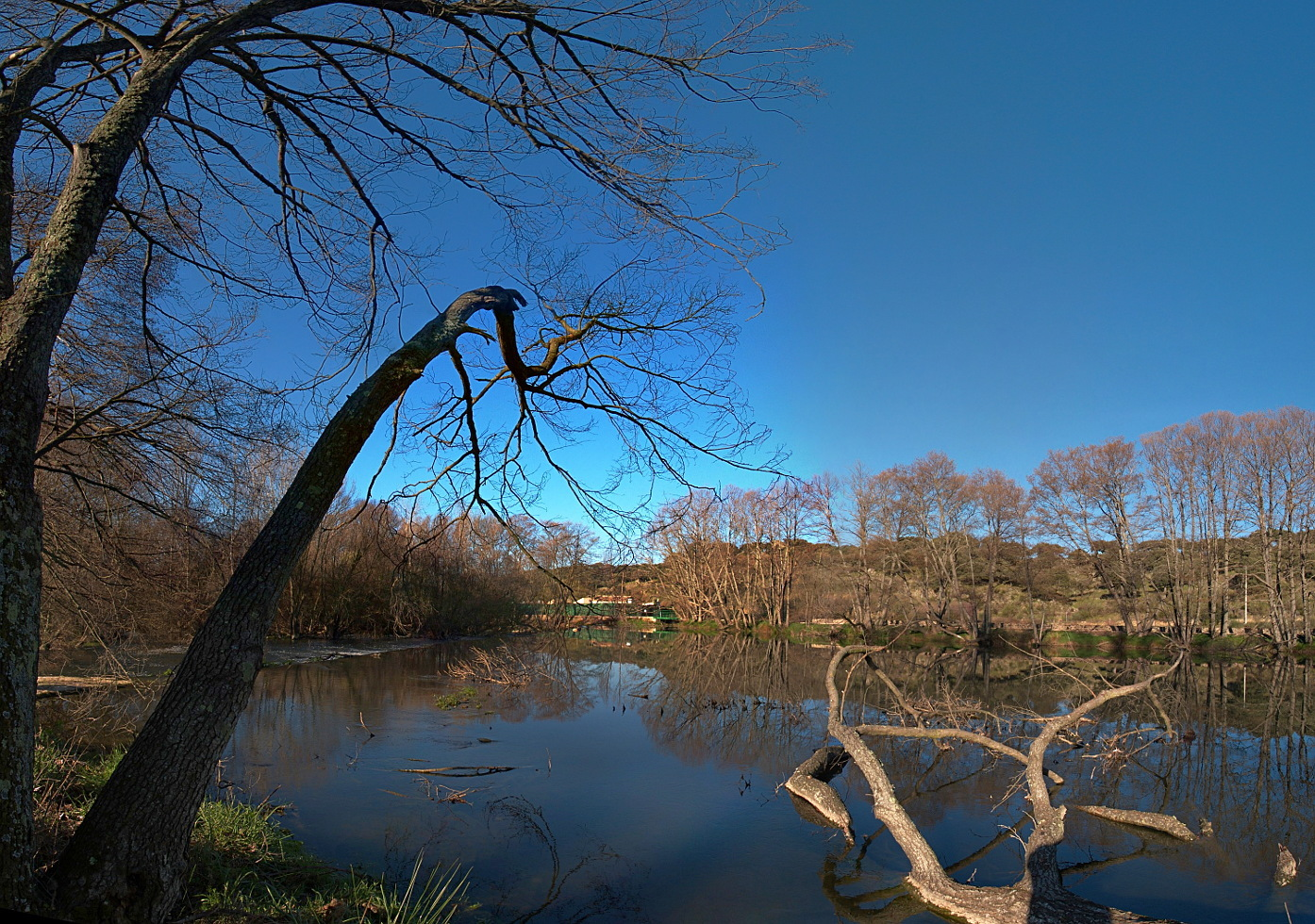
Rio Jerte a montante da cidade

### Hidrologia
Praticamente toda a área do município se encontra nas bacias hidrográficas[b] dos rios Jerte e Alagón (o primeiro é afluente do segundo, que por sua vez é afluente do Tejo).
A desembocadura do rio Jerte no Alagón ocorre a jusante de Plasencia, no município de Galisteo. Quatro quilómetros a montante da cidade encontra-se a barragem de Plasencia, construída em 1985, com capacidade de 59 hm³, a qual regula o caudal que passa na cidade, evitando as enchentes de outrora. A barragem tem como finalidade o abastecimento de água potável à população. Não existem no município aquíferos importantes.

### Clima
O clima da região é do tipo continental mediterrânico, sendo muito influenciado pelo microclima do Vale do Jerte e pela proximidade da Serra de Gredos. O clima é continental devido às diferenças térmicas entre os verões quentes e os invernos suaves e pela variação de temperaturas ao longo do dia e é mediterrânico pela coincidência do períodos mais secos com com os meses mais quentes de julho e agosto  (seca estival). A continentalidade é parcialmente matizada pela proximidade atlântica, que faz sentir a sua influência suavizante nos contrastes térmicos e na abundância da precipitação, ocasionada pelos ventos húmidos e temperados que fluem ao longo do vale do Tejo.

A precipitação é notoriamente mais elevada nos meses de outubro a março, com uma pronunciada aridez estival. Os invernos são curtos e suaves, com temperaturas médias mensais superiores a 6,4 °C em janeiro e 7,3 °C em dezembro, e os verões secos e quentes, com temperaturas médias máximas próximas dos 34 °C.
| Dados climatológicos para Plasencia                                  | Dados climatológicos para Plasencia | Dados climatológicos para Plasencia | Dados climatológicos para Plasencia | Dados climatológicos para Plasencia | Dados climatológicos para Plasencia | Dados climatológicos para Plasencia | Dados climatológicos para Plasencia | Dados climatológicos para Plasencia | Dados climatológicos para Plasencia | Dados climatológicos para Plasencia | Dados climatológicos para Plasencia | Dados climatológicos para Plasencia | Dados climatológicos para Plasencia |
| Mês                                                                  | Jan                                 | Fev                                 | Mar                                 | Abr                                 | Mai                                 | Jun                                 | Jul                                 | Ago                                 | Set                                 | Out                                 | Nov                                 | Dez                                 | Ano                                 |
| -------------------------------------------------------------------- | ----------------------------------- | ----------------------------------- | ----------------------------------- | ----------------------------------- | ----------------------------------- | ----------------------------------- | ----------------------------------- | ----------------------------------- | ----------------------------------- | ----------------------------------- | ----------------------------------- | ----------------------------------- | ----------------------------------- |
| Temperatura máxima média (°C)                                        | 10                                  | 12                                  | 16                                  | 19                                  | 23                                  | 30                                  | 34                                  | 34                                  | 29                                  | 20                                  | 14                                  | 10                                  | 21                                  |
| Temperatura mínima média (°C)                                        | 3                                   | 4                                   | 6                                   | 8                                   | 10                                  | 15                                  | 18                                  | 18                                  | 16                                  | 11                                  | 8                                   | 4                                   | 10                                  |
| Precipitação (mm)                                                    | 135                                 | 126                                 | 119                                 | 68                                  | 62                                  | 40                                  | 8                                   | 11                                  | 60                                  | 100                                 | 112                                 | 109                                 | 950                                 |
| Fonte: Agencia Estatal de Meteorologia (AEMET) 18 de janeiro de 2010 |                                     |                                     |                                     |                                     |                                     |                                     |                                     |                                     |                                     |                                     |                                     |                                     |                                     |

## Flora e fauna

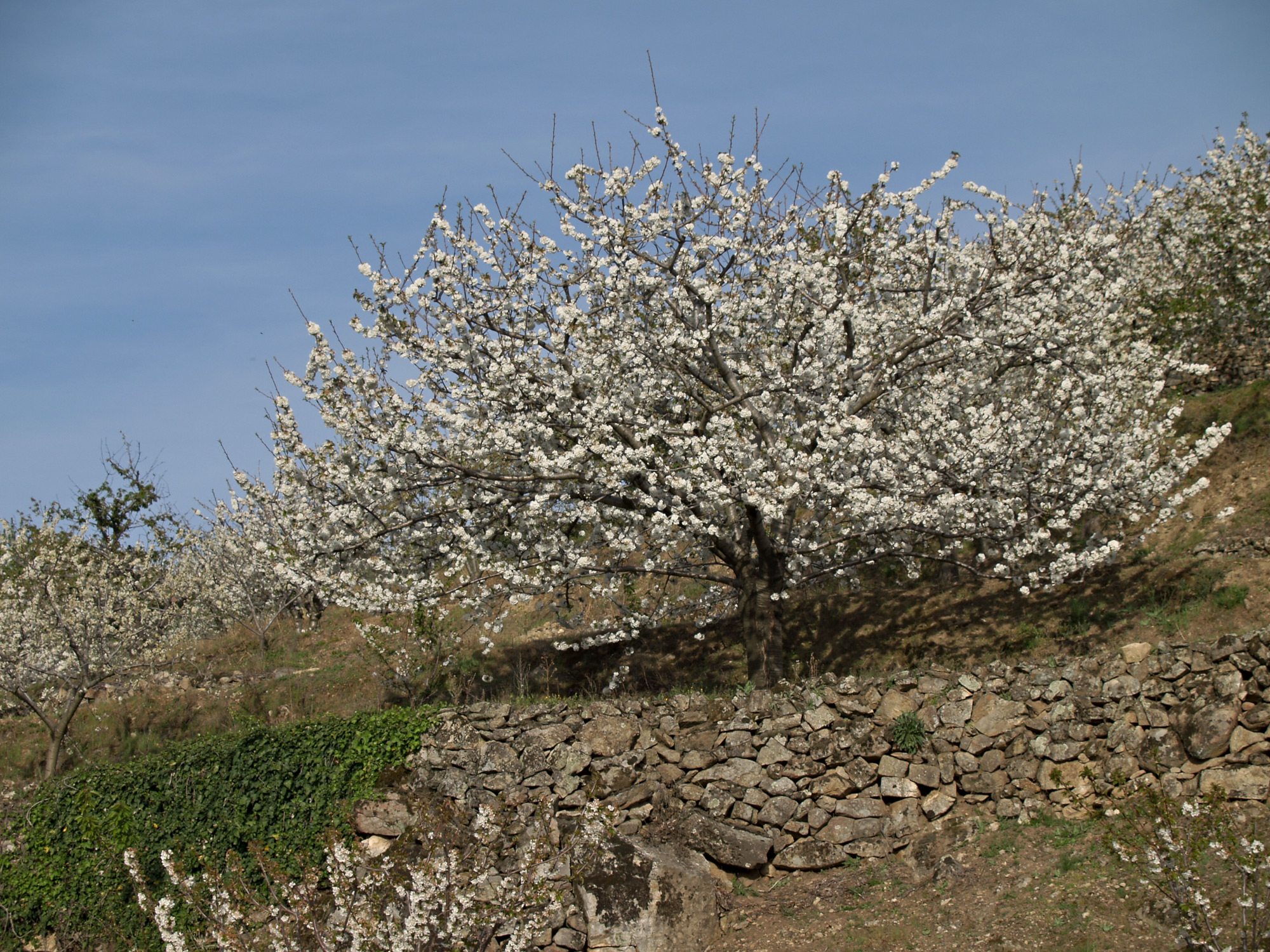
Cerejeira em flor

### Flora
O tipo de vegetação presente na região tem sido modificado pela intervenção humana. A flora de tipo mais florestal foi substituída por culturas e pastagens. A cobertura vegetal atual é formada sobretudo por montados de azinheira e sobreiro, por prados, vegetação ribeirinha,[d] regadios e flora urbana de parques e jardins.
O olival encontra-se principalmente na encosta da Serra de Santa Bárbara, disposto em socalcos, mas atualmente área já se está urbanizada. Os azinhais encontram-se em pastagens[e] sazonais densas. Os sobreirais encontram-se na parte norte do município, ocupam aproximadamente 1 200 ha e também formam pastagens,[e] à semelhança dos azinhais.[carece de fontes?]
Na dehesa[e] de Valcorchero há zonas mistas de azinhal e sobreiral. As pastagens são usadas para exploração pecuária e correspondem em muitos casos a terrenos de cultivo abandonados. Os matagais da zona são principalmente giestais[f] com pastagens que são igualmente usadas para exploração pecuária sazonal.[carece de fontes?]

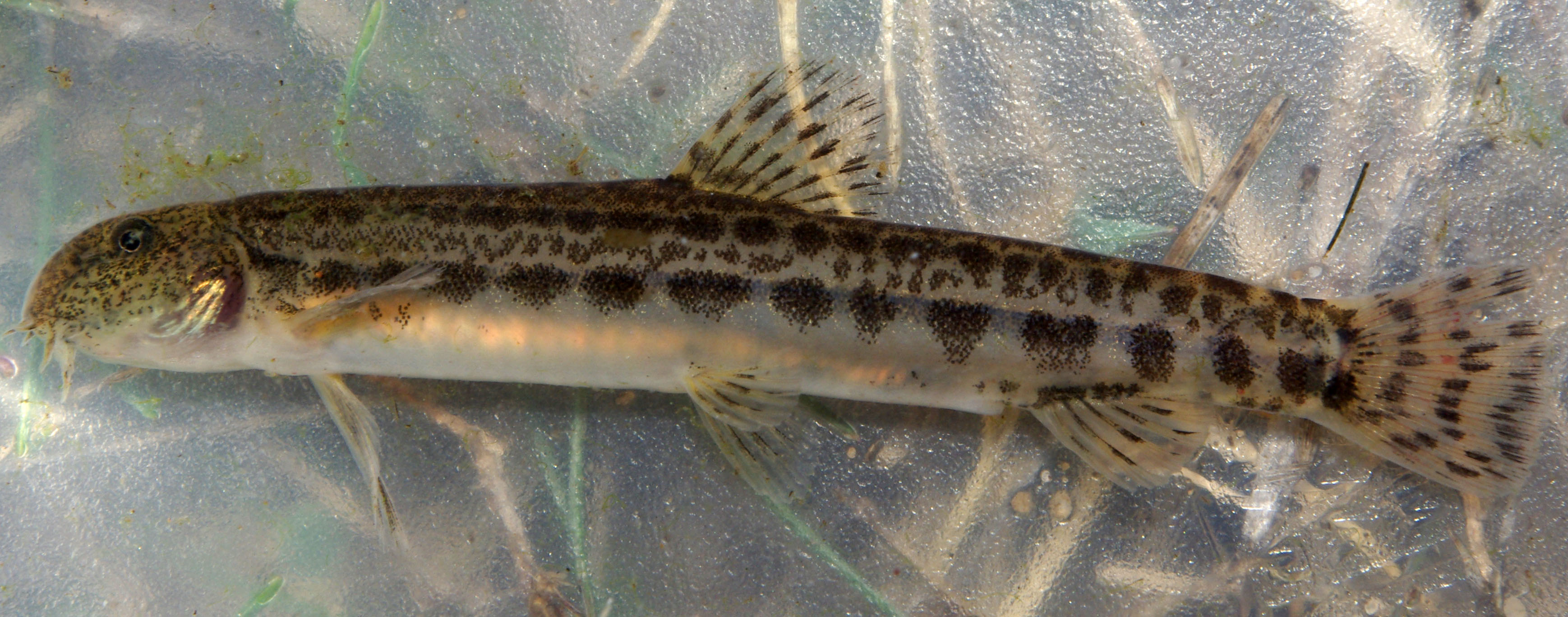
verdemã

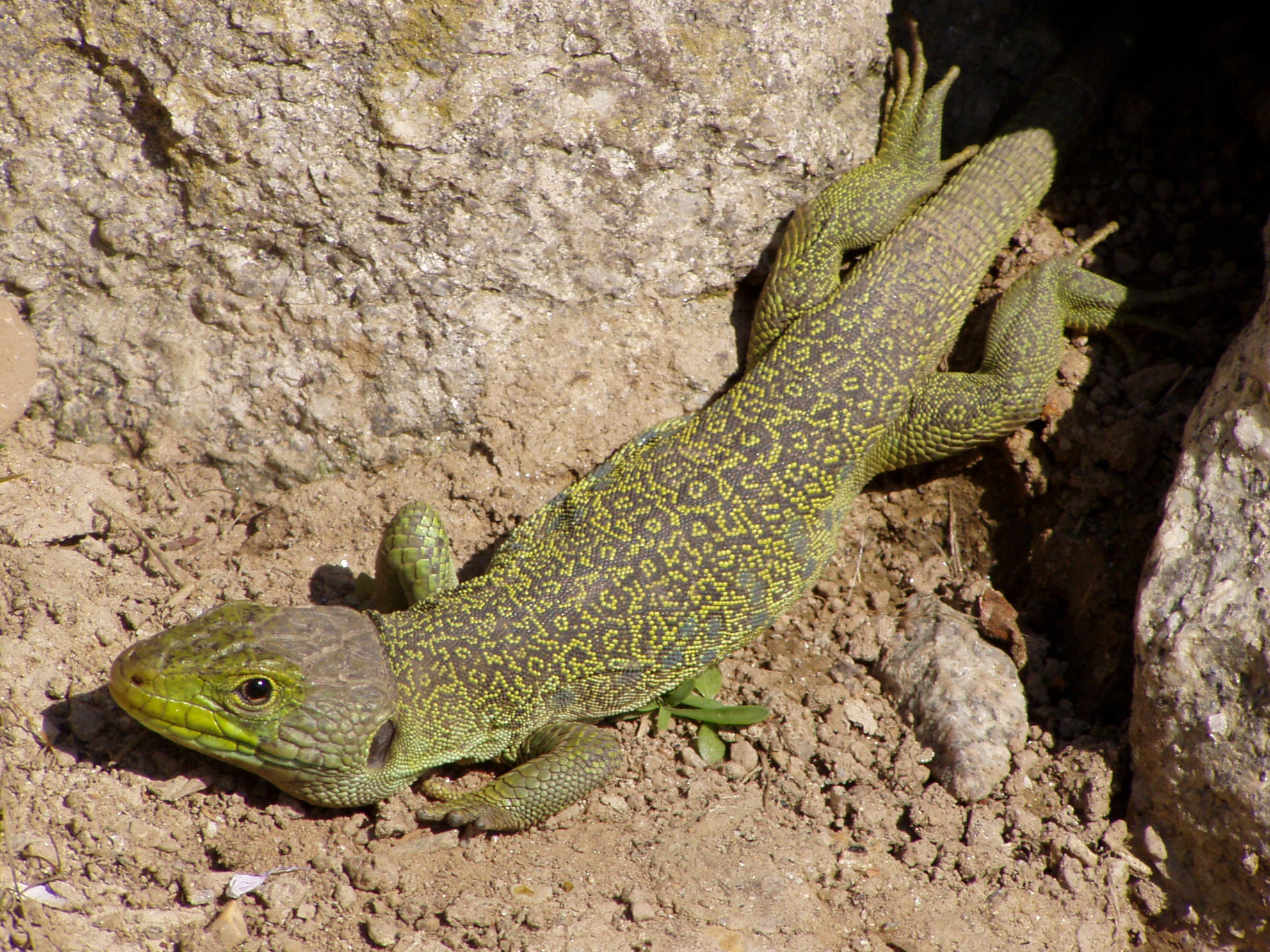
Sardão, espécie de réptil presente no território placentino

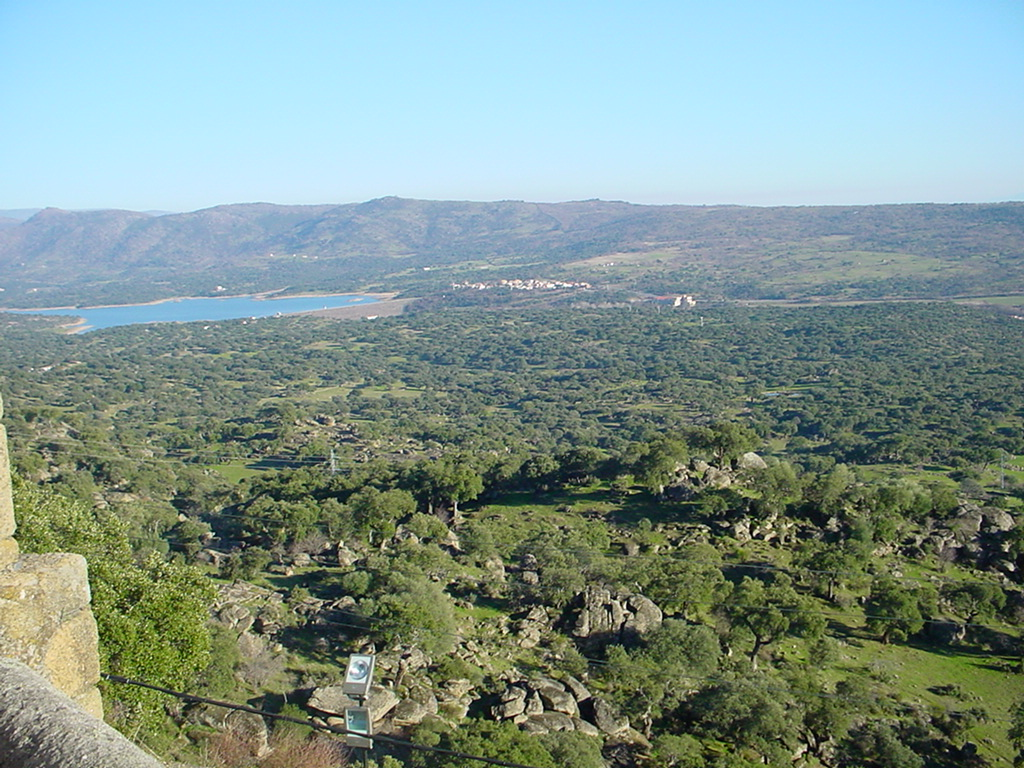
Paisagem da zona mais baixa de Valcorchero desde o Santuário del Puerto

A vegetação ribeirinha é constituida principalmente por pequenas plantações de choupos. Os terrenos de regadio concentram-se fundamentalmente nas margens do rio Jerte a jusante da cidade, existindo também algumas hortas familiares nas proximidades do núcleo urbano.

### Fauna
Na zona podem-se observar grandes aves de rapina voando em busca de alimento, que vivem no Parque Nacional de Monfragüe e nos contrafortes da Serra de Gredos, a cerca de 20 km de distância.[carece de fontes?]
Nas dehesas[e] do município os pastos são aproveitados para o pastoreio, sobretudo de cabras, ovelhas e vacas. Nos meses de verão praticam a transumância em regiões mais fresca de Castela e Leão.[carece de fontes?]
Entre os anfíbios e répteis presentes na zona, destacam-se os diversos tipos de sapos , a cobra-rateira, o sardão, vários tipos de lagartixas e a osga-moura.[carece de fontes?]
O grupo com maior diversidade é o das aves. As espécies mais comuns são tentilhão, chapim-azul, chamariz, pega-azul, tordoveia, cotovia-pequena, cuco, Certhiidae,[g] picanço-barreteiro, estorninho-preto, chapim-real, pintassilgo-comum, pintarroxo-comum, pardal-doméstico e, no inverno, o pombo-torcaz. Também se encontram a perdiz, codorniz,  aves de rapina noturnas, como a coruja, mocho e diurnas, como a águia-calçada, águia-de-bonelli, águia-de-asa-redonda, falcão-peregrino e peneireiro-vulgar.[carece de fontes?]
Entre os mamíferos destacam-se diversas espécies de ratos do género Microtus e Apodemus,[h] o ouriço e o coelho.[carece de fontes?]
No rio Jerte e nas suas ribeiras, encontram-se as seguintes espécies: barbo, boga, cacho,[i] pardelha,[j] calandino,[k] tenca e verdemã.

### Espaços naturais protegidos
Em 2005 a área de Valcorchero e serra del Gordo foi declarada como Paisagem Natural Protegida pela Junta da Estremadura.
O área classificada tem 1 184 ha. A espécie arbórea largamente dominante é o sobreiro, que originou o nome (Valle del Corcho, vale da cortiça), mas estão também representados o freixo, carvalho, nomeadamente carvalho-negral, pereira silvestre[l] e azinheira. Nos terrenos classificados encontram-se laguns monumentos relevantes, como sejam o santuário da Virgem del Puerto, a Gruta de Boquique e um troço do aqueduto de Plasencia.

## Política
A administração política do município é feita pelo Ayuntamiento, um órgão de gestão democrática cujos elementos são eleitos de quatro em quatro anos por sufrágio universal. Teem direito a voto todos os residentes do município maiores de 18 anos de nacionalidade espanhola ou de um país membro da União Europeia. Segundo o disposto na "Lei do Regime Eleitoral Geral", que estabelece o número de vereadores elegíveis em função da população do município, a Corporação Municipal de Plasencia é formada por 21 vereadores.

### Cidades gémeas
Plasencia tem acordos de geminação com as seguintes cidades:
| Espanha, Cuenca                                             |  | Chile, Santiago          |
| Espanha, Escalona, desde 1248                               |  | Itália, Placência        |
| Espanha, San Miguel de Abona                                |  | Portugal, Castelo Branco |
| Espanha, Talavera de la Reina, desde 27 de novembro de 1248 |  |                          |

### Redes de cidades
Plasencia faz parte das seguintes redes de cidades:
- Cidades na Rota da Prata (Red de Cooperación de Ciudades en la Ruta de la Plata) - Associação de cidades espanholas localizadas na Rota da Prata (também chamada Via da Prata) ou na sua área de influência, que tem como objetivo defender e promover conjuntamente os seus recursos, tanto turísticos como históricos, culturais e económicos.[28]
- Red de Ciudades Catedralicias — Associação destinada a promover e manter o legado cultural, histórico, arquitetónico e ambiental de cidades que possuem catedral.[29]
- Fórum Ibérico de Cidades Amuralhadas — Associação com sede em Plasencia da qual fazem parte 43 localidades espanholas e 73 localidades portuguesas. Tem como objetivos desenvolver atividades e ações em prol da recuperação, conservação e sensibilização dos cidadãos para o património amuralhado que chegou até à atualidade.[30]
- Rede de Judiarias de Espanha — Visa a defesa do património urbanístico, arquitetónico, histórico, artístico e cultural do legado sefardita em Espanha, assim como a promoção das cidades que integram a rede e a promoção de exposições itinerantes sobre o legado judaico em Espanha.[31]
- Rede Espanhola de Cidades pelo Clima — Tem como objetivos a promoção e gestão de políticas em prol do desenvolvimento sustentável e da luta contra as mudanças climáticas que possibilitem a redução de emissões de gases de efeito de estufa e o cumprimento do protocolo de Quioto.[32]

## Economia

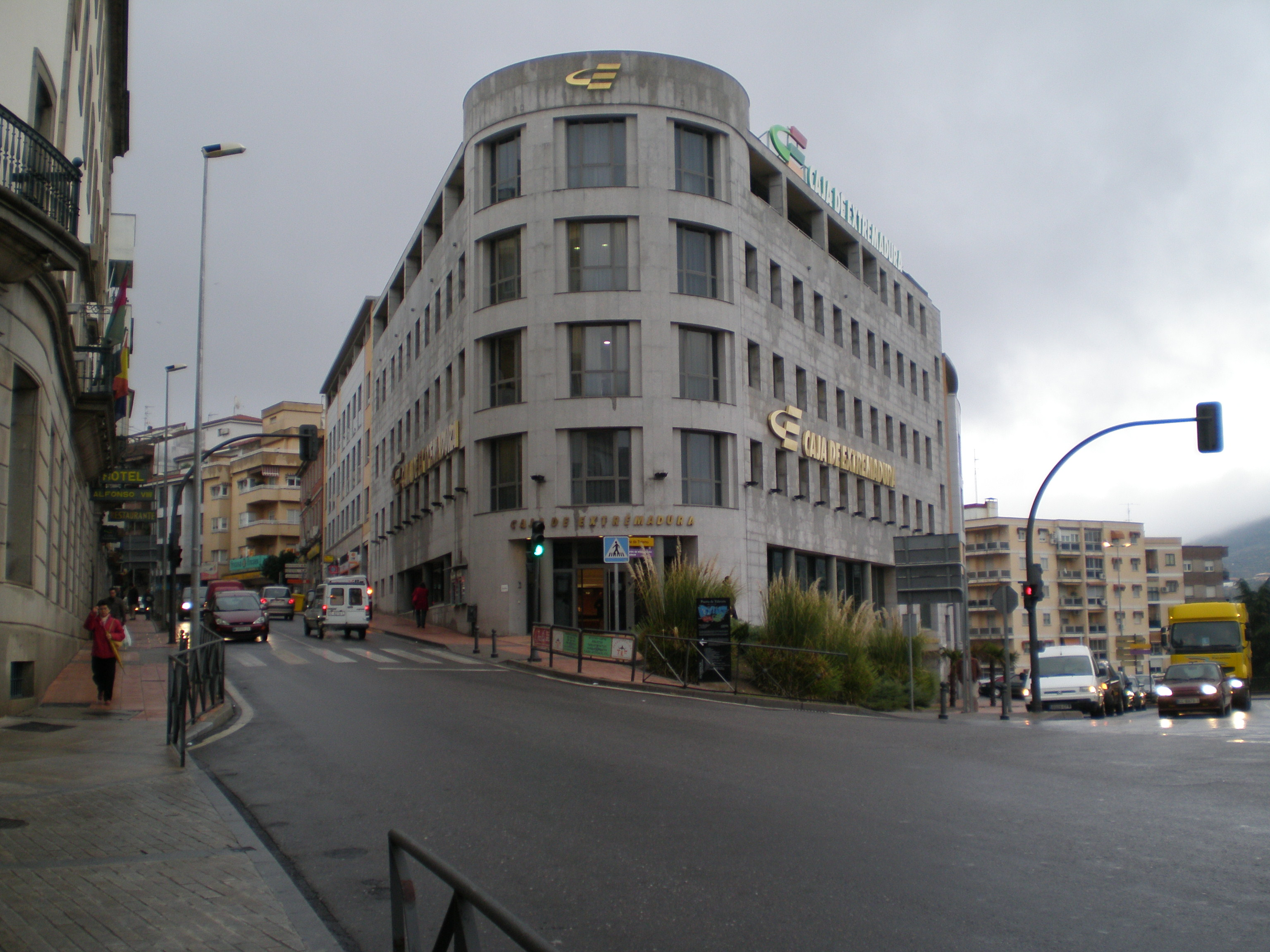
Sede da Caja de Extremadura em Plasencia

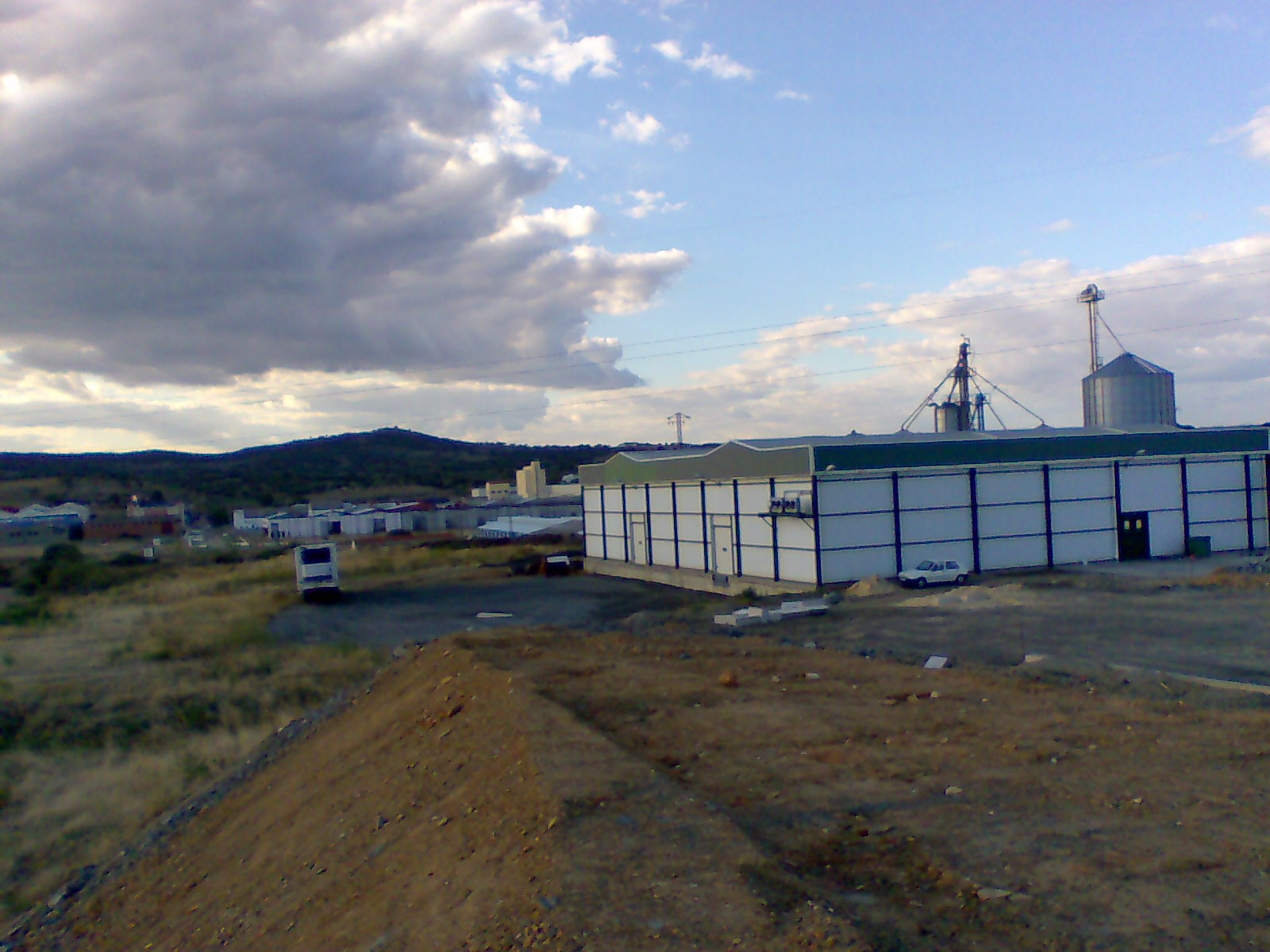
Área industrial de Plasencia

A economia da cidade baseia-se principalmente no comércio e outros serviços, que representam 63% da atividade económica. A atividade de construção e outras indústrias também são importantes, contando a cidade com três parques industriais, estando um quarto em construção. Sendo a cidade o principal polo sócio-económico da região norte da Estremadura, grande parte da sua economia está orientada para a prestação de serviços a toda essa região.
A Caja de Extremadura, a maior instituição financeira da Estremadura, tem uma das suas duas sedes em Plasencia, devido à desaparecida Caja de Ahorros de Plasencia ter sido uma das duas entidades bancárias que se fundiram para formar a Caja de Extremadura.

### Emprego
O desemprego entre 1998 e 2008 esteve sempre em redor dos 6%, mas em 2009 estava a aumentar significativamente, em consequência da crise económica iniciada em 2008, que na cidade afeta principalmente o setor da construção, o qual foi importante no desenvolvimento económico das últimas décadas.

### Agricultura
Sendo o centro económico duma região onde as atividades predominantes são a agricultura e pecuária, nas áreas industriais existe uma grande variedade de empresas agropecuárias, desde viveiros até à comercialização de todo o tipo de maquinaria agrícola e pecuária.
Em Plasencia encontra-se a sede do Centro de Investigação e Desenvolvimento em Agricultura Ecológica, cujas atividade principais incidem sobre a sanidade vegetal e a proteção das culturas produzidas de forma ecológica.

### Indústria

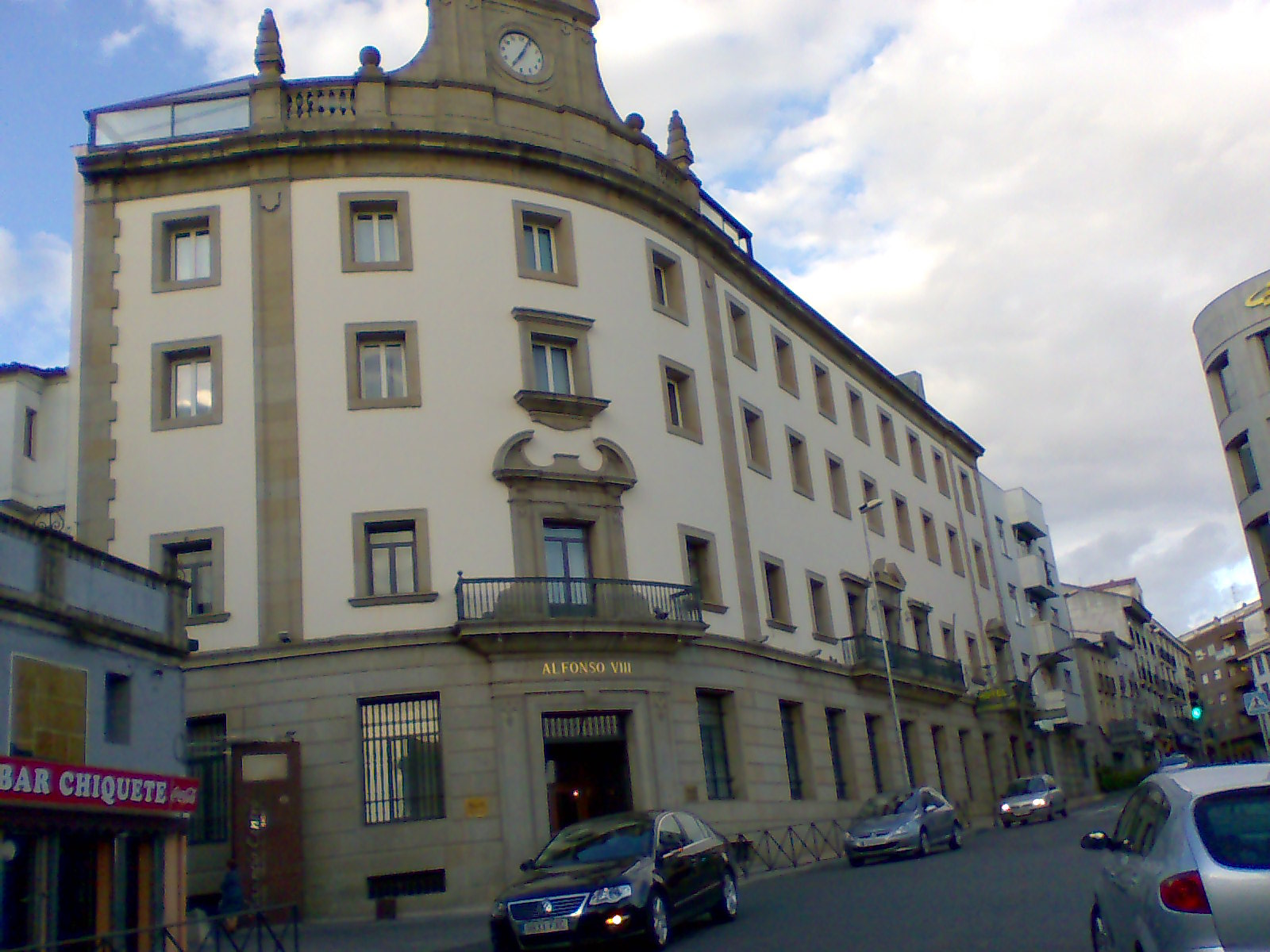
Fachada principal do Hotel Alfonso VIII

O setor secundário ou industrial é aquele que gera mais emprego estável na cidade, contando esta com três parques industriais e um quarto em construção. Há uma grande variedade de empresas dedicadas a diferentes atividades, todas de pequena ou média dimensão.
Em zonas muito próximas produzem-se produtos com denominação de origem controlada ou protegida - ternera (novilho) da Estremadura, pimentão de La Vera, presunto dehesa[e] da Estremadura e cereja do Jerte - alguns dos quais são transformados ou embalados nas zonas industriais de Plasencia.

### Turismo
O importante património histórico-artístico e monumental de Plasencia e a sua localização numa paisagem natural de grande beleza é muito valorizado pelos visitantes da cidade, embora os números de visitantes estejam longe de outras cidades estremenhas como Mérida, Trujillo ou Cáceres. O turismo é mais intenso na primavera e outono, com um pico na Semana Santa, uma época do ano festiva muito comemorada em Espanha, durante a qual muitos espanhóis fazem férias e que é comum coincidir com as festas das cerejeiras em flor, declarada festa de interesse turístico regional pela Junta da Estremadura. Outro pico de visitantes ocorre na primeira semana de Agosto, por ocasião da feira do Martes Mayor.
A infraestrutura hoteleira inclui hotéis de todas as categorias, desde pousadas da juventude e pensões até hotéis de quatro estrelas, destacando-se entre estes o Parador Nacional, no convento do século XV de São Domingos, e o Hotel Alfonso VIII, ambos no centro histórico da cidade. A poucos km de Plasencia encontram-se diversas estâncias termais, nomeadamente no Vale do Jerte, em Baños de Montemayor e, um pouco mais longe, em Monfortinho, Portugal.

## Estrutura urbana

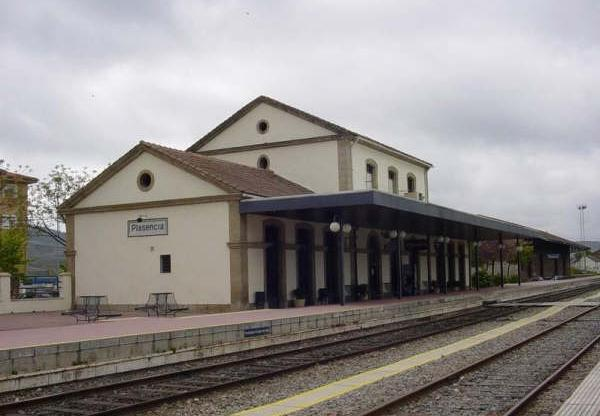
Estação ferroviária de Plasencia

### Educação
A partir o século XV foram vários os centros de ensino que se criaram na cidade, tendo sido esta a primeira cidade da Estremadura com estudos de nível universitário, vinculados à Universidade de Salamanca. Como prova disso, chegaram aos nosso dias alguns edifícios que albergaram os referidos estudos.
- Escola de Gramática - Atualmente convertida num centro recreativo.[43][44]
- Convento dos Jesuítas - Atualmente sede da Universidade Nacional de Educação à Distância (UNED) e da Escola Oficial de Idiomas.[45][46]
- Colégio de la Merced - Atualmente a sede do Campus de Plasencia da Universidade da Estremadura. É um edifício de tijolo vermelho de estilo modernista construído no final do século XIX.[47]
- Colégio São Calisto - Foi um projeto destinado a acolher órfãos impulsionado pelo marquês de La Constancia no final do século XIX.[48]

#### Infraestrutura atual de ensino
Em 2007 existiam em Plasencia 18 centros de ensino educação infantil e primário, cinco escolas secundárias em funcionamento mais uma em construção, um centro de ensino especial, um centro de professores e recursos, um conservatório (Escuela Hogar Placentina) e uma escola municipal de música. A cidade conta ainda com uma delegação da Universidade Popular, uma "Escola Oficial de Idiomas" e com os seguintes estabelecimentos:
- Escola Superior de Cozinha Cidade de Plasencia.[50]
- Campus da Universidade da Estremadura, no qual funcionam cursos de enfermagem, podologia, gestão de empresas e engenharia florestal.[47]
- Centro da Universidade Nacional de Educação à Distância (UNED), onde funcionam 29 cursos.[46]
- Seminário maior e menor, onde se leccionam cursos de Teologia, em conjunto com o Instituto de Ciências Religiosas Santa María de Guadalupe, adstrito à Universidade Pontifícia de Salamanca.[51]

### Saúde

#### Infraestrutura sanitária histórica
Existem na cidade vestígios de alguns hospitais cujos edifícios têm hoje outros usos, mas que noutros tempos foram importantes no desenvolvimento da atividade sanitária:
- Hospital do Espírito Santo, criado em 1260 para tratar dos soldados feridos nos combates com os mouros, deixou de funcionar em 1412.
- Hospital de Doña Gracia, atualmente é o hospital provincial[53]
- Hospital de São Marcos ou "dos pobres", fundado em 1343, foi encerrado no século XIX.
- Hospital da Cruz ou de São Roque, fundado em 1550, começou por receber frades franciscanos. Durante a Guerra da Independência Espanhola, no início do século XVIII, serviu de quartel ao regimento da cidade após a destruição do respetivo quartel pelas tropas napoleónicas. Foi destruído em 1837 por revluionários, apenas restando uma parte do que foi a igreja.
- Hospital de la Merced ou das Chagas, nas imediações da Porta de Talavera, do qual só resta a ábside.
- Hospital de Doña Catalina Jiménez del Barco, fundado e construído no final do século XV.
- Hospital de Santa Maria ou de Doña Engracia de Monroy, cuja antiga igreja está hoje transformada num auditório do conservatório de música e dança da Deputação Províncial de Cáceres.
- Hospital da Convalescença, criado em 1720 para recolher os doentes que saíam do Hospital de Santa Maria, no seu edifício funciona atualmente um "Lar de Nazaré, um lar de idosos de fracos recursos económicos sob a direção da Caritas.
- Hospital do Arcediago, fundado em 1400 por testamento D. Miguel de Yanguas, arcediago de Plasencia e Béjar.
- Hospital de São Lázaro, funcionava junto à ermida do mesmo nome, pelo que se supõe que date do século XIII. Funcionou até ao século XVI.

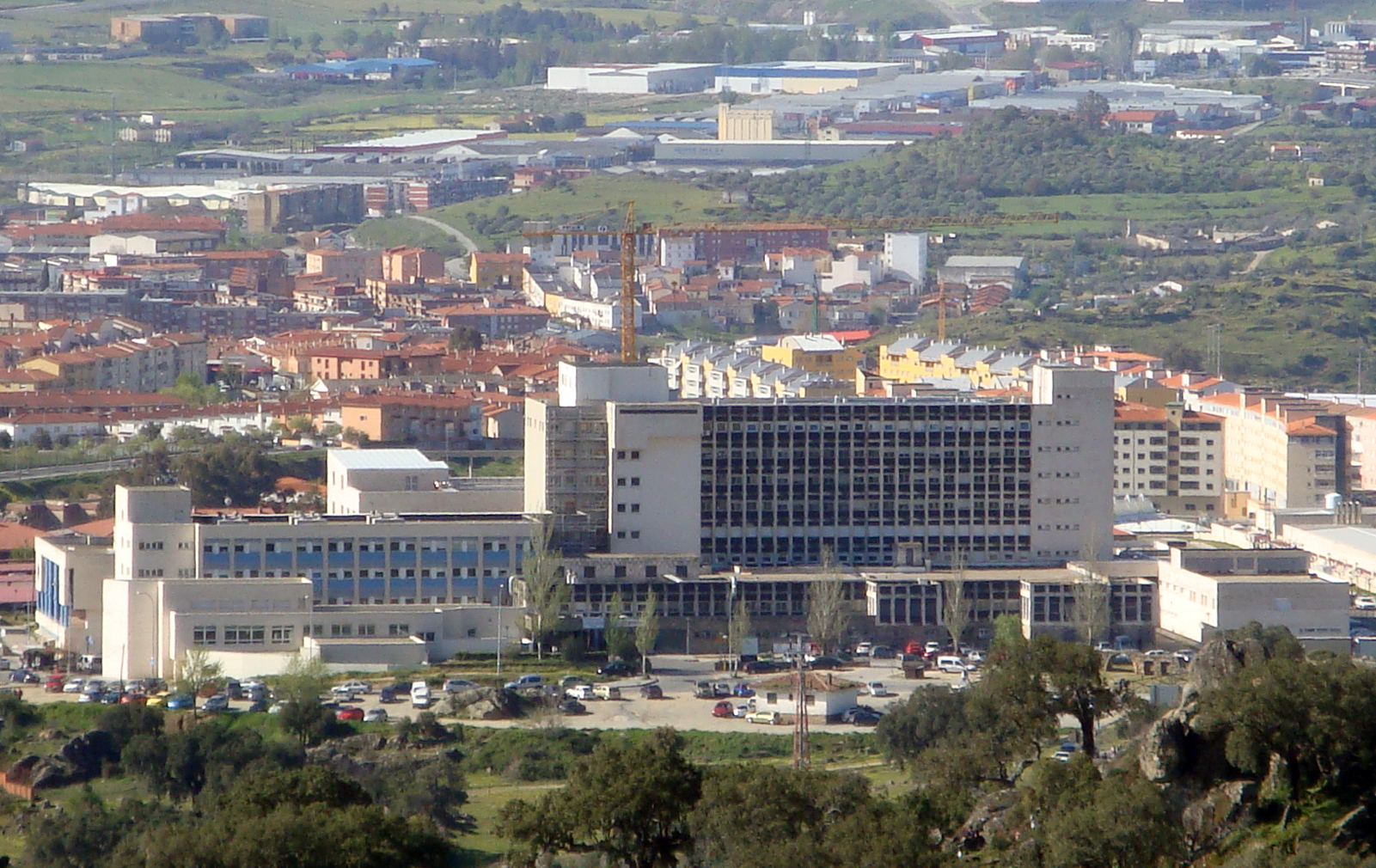
Hospital Virgen del Puerto

- Hospital de Doña Isabel de Zuñiga, fundado no século XVI.

#### Infraestrutura sanitária atual
Os recursos sanitários disponíveis em Plasencia são:
- Hospital Virgen del Puerto, com 254 camas[55]
- 3 centros de saúde
- 4 consultórios
- várias unidades médicas de emergência (112)
- 1 unidade de saúde mental infanto-juvenil
- 1 unidade de suporte de cuidados paliativos
- várias unidades de cuidados primários
- várias unidades de odontologia
- várias unidades de toxicodependência
- 1 hospital psiquiátrico, um dos únicos deste tipo na Estremadura
- 1 centro de hemodiálise.

### Acessibilidades e transportes
Dada a situação geográfica da cidade, a meio caminho entre as duas capitais ibéricas, Madrid e Lisboa, e praticamente a meio da mais importante via de comunicação do oeste espanhol, a Via da Prata, Plasencia é um importante nó de comunicações e são várias as autoestradas e estradas que unem a cidade ao resto da Espanha e da Europa, algumas com origem na cidade. As que registam mais tráfego são a Autovía Ruta de la Plata (A-66) e a estrada entre Plasencia e Malpartida de Plasencia. A antiga estrada N-630 já foi na prática substituída na sua totalidade pela nova Autovía Ruta de la Plata, cujo traçado é paralelo à estrada antiga.
| Principais estradas | Principais estradas                                           | Principais estradas                                                                           |
| Identificador       | Denominação                                                   | Itinerário                                                                                    |
| ------------------- | ------------------------------------------------------------- | --------------------------------------------------------------------------------------------- |
| A-66                | Autovía (autoestrada) da Ruta de la Plata, de Sevilha a Gijón | Norte e sul da província de Cáceres (Vale do Ambroz) e da Península Ibérica                   |
| EX-A1               | Autoestrada regional do Norte da Estremadura                  | Leste da Península (Navalmoral de la Mata, Madrid, etc.), com o oeste da província e Portugal |
| N-630               | Estrada nacional N-630 de Sevilha a Gijón                     | Norte e sul da Península, paralela à Autovía A-66, pelo que é pouco usada                     |
| N-110               | Estrada nacional N-110, de Plasencia a Sória                  | Vale do Jerte e Ávila.                                                                        |
| EX-203              | Estrada regional (autonómica)                                 | Comarca de La Vera, até ao limite da província de Ávila                                       |
| EX-208              | Estrada regional da Estremadura                               | Parque Nacional de Monfragüe e Trujillo                                                       |
| EX-108              | Estrada regional da Estremadura                               | Oeste da província até Monfortinho (Portugal), por Cória                                      |
| EX-370              | Estrada regional da Estremadura                               | Oeste da província até Pozuelo de Zarzón                                                      |
| EX-304              | Estrada regional da Estremadura                               | Circunvalação sul de Plasencia                                                                |
| CC-36               | Estrada da Diputação provincial de Cáceres                    | Malpartida de Plasencia                                                                       |

Distâncias a outras localidades
O quadro seguinte mostra as distâncias entre Plasencia e as localidades mais importantes da comarca, província de Cáceres e algumas das capitais de província de Espanha.
| Cidades               | Distância (km) | Localidades             | Distância (km) | Capitais  | Distância (km) |
| --------------------- | -------------- | ----------------------- | -------------- | --------- | -------------- |
| Navalmoral de la Mata | 58 km          | Navaconcejo             | 30 km          | Cáceres   | 86 km          |
| Jarandilla de la Vera | 50 km          | Tornavacas              | 45 km          | Salamanca | 130 km         |
| Hervás                | 42 km          | Piornal                 | 35 km          | Sevilha   | 338 km         |
| Trujillo              | 118 km         | Baños de Montemayor     | 48 km          | Madrid    | 249 km         |
| Cória                 | 48 km          | Casar de Palomero       | 63 km          | Barcelona | 868 km         |
| Valência de Alcântara | 167 km         | Montehermoso            | 27 km          | Badajoz   | 208 km         |
| Mérida                | 151 km         | Malpartida de Plasencia | 10 km          | Lisboa    | 392 km         |

## Urbanismo e locais de interesse para o visitante

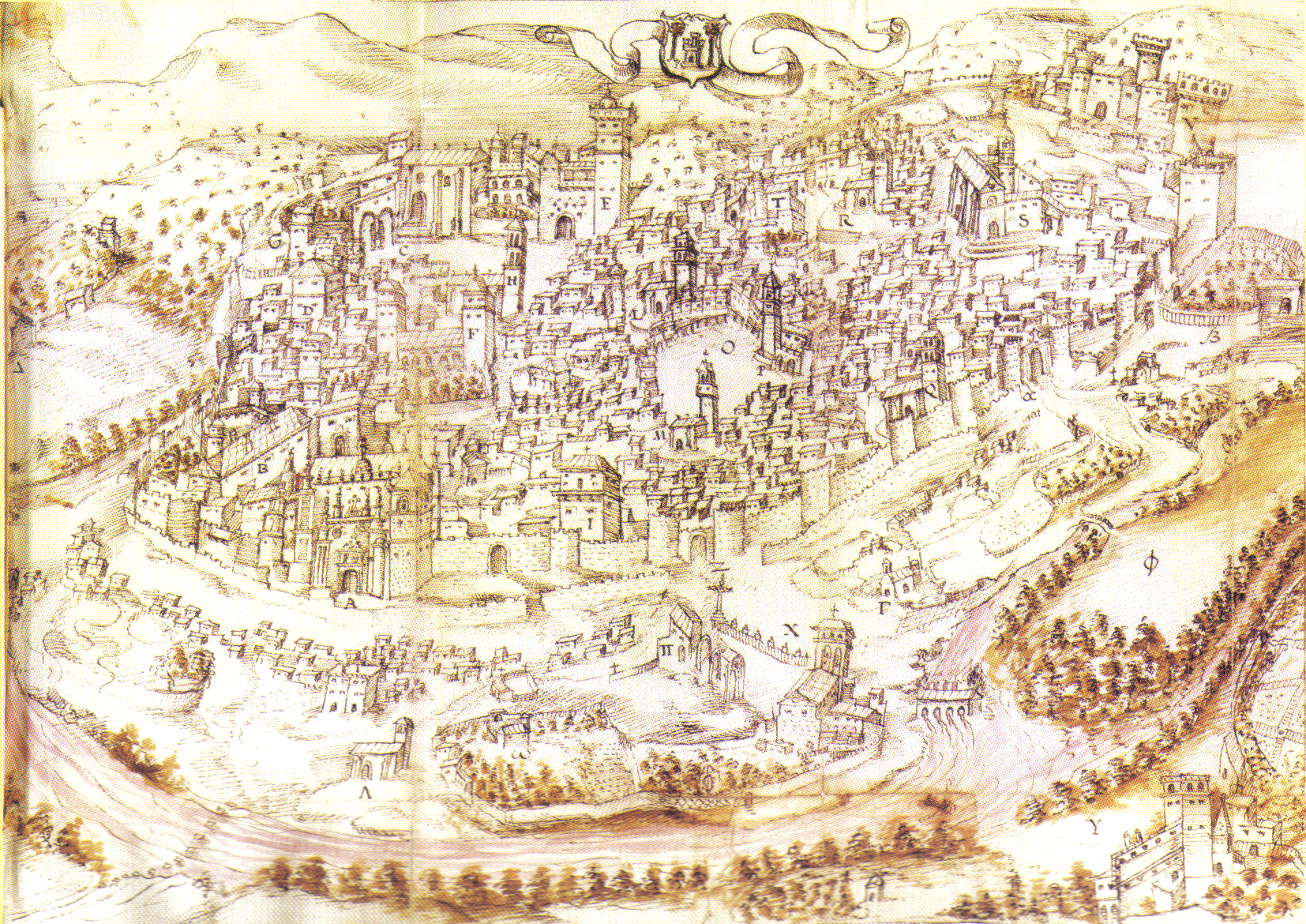
Planta de Plasencia no século XVI

### Urbanismo
O núcleo urbano permaneceu durante mais de oito séculos encerrado no recinto muralhado onde o contacto com o exterior se realizava através das diversas portas e postigos que a muralha tinha. No início do século XIX, o crescimento urbanístico da cidade fez-se para noroeste, seguindo o vale do rio Jerte. A principal consequência deste esquema de desenvolvimento urbanístico está patente nos graves problemas actuais de mobilidade urbana, derivados duma morfologia estreita e excessivamente alongada, a modos de cidade linear imperfeita. Esta concepção urbanística foi adoptada seguindo os critérios higienistas que imperavam na altura e pretendia distanciar as novas áreas urbanas da insalubridade do rio, construindo nos terrenos "saudáveis", soalheiros e bem arejados existentes a norte do recinto muralhado.
A chegada do caminho de ferro e o desenvolvimento económico do final do século XIX provocou o aparecimento de novos espaços de uso quase exclusivamente industrial e muito pouco uso residencial a sul da margem do rio oposta à cidade. Ao longo do século XX o modelo do séculoanterior foi sendo ampliado e reforçado, construindo-se mais zonas residenciais a norte e novas zonas industriais a sul, continuando a cidade a crescer dissociando os usos residencial e laboral.

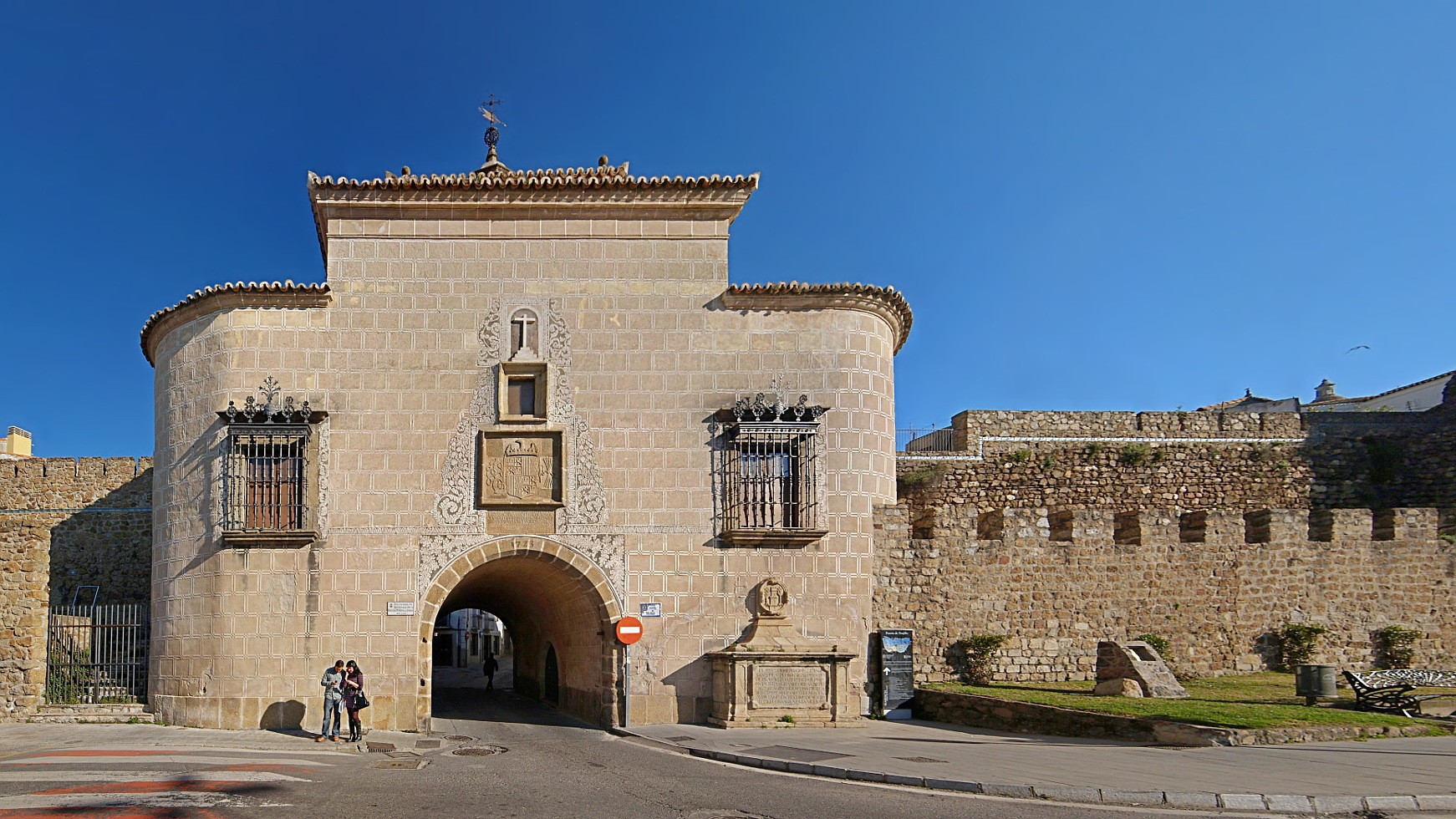
Porta de Trujillo

A cidade tem uma rede viária urbana muito deficitária e pouco hierarquizada, faltando a fluidez de uma cidade moderna, já que a maior parte da população vive a norte da cidade e as principais vias de comunicação se encontra a sul. No final do século XX surgem as primeiras propostas de medidas corretoras. O Plano Geral de Ordenação Urbana (PGOU)[m] incidiu especialmente neste aspecto, mas sem grande sucesso assinalável, já que também continuou a fomentar a urbanização de terrenos em Valcorchero, a norte.
No século XXI, o novo PGOU estabelece o incremento da densidade de edificação nas zonas não desenvolvidas do atual planeamento, edificando em zonas verdes, e que Plasencia vai continuar a alargar a sua paisagem urbana a sul, onde o novo plano prevê a criação de mais zonas industriais e logísticas. As urbanizações entre as montanhas e o Vale do Jerte foram e ainda são um enclave de difícil acessibilidade. A localização preferente dos principais equipamentos públicos na zonas norte da trama urbana aumenta os problemas de acessibilidade e mobilidade.
Em consequência de tudo isso, as modernas infraestruturas de transporte são bastante distantes da cidade. As entradas da autoestrada A-66 ficam a sudoeste e a sul. A futura estação do AVE (Alta Velocidad Española, comboios de alta velocidade) vai também ficar distante da cidade, já que é tecnicamente impossível aproximar-se dela devido às barreiras topográficas.

### Parques e jardins

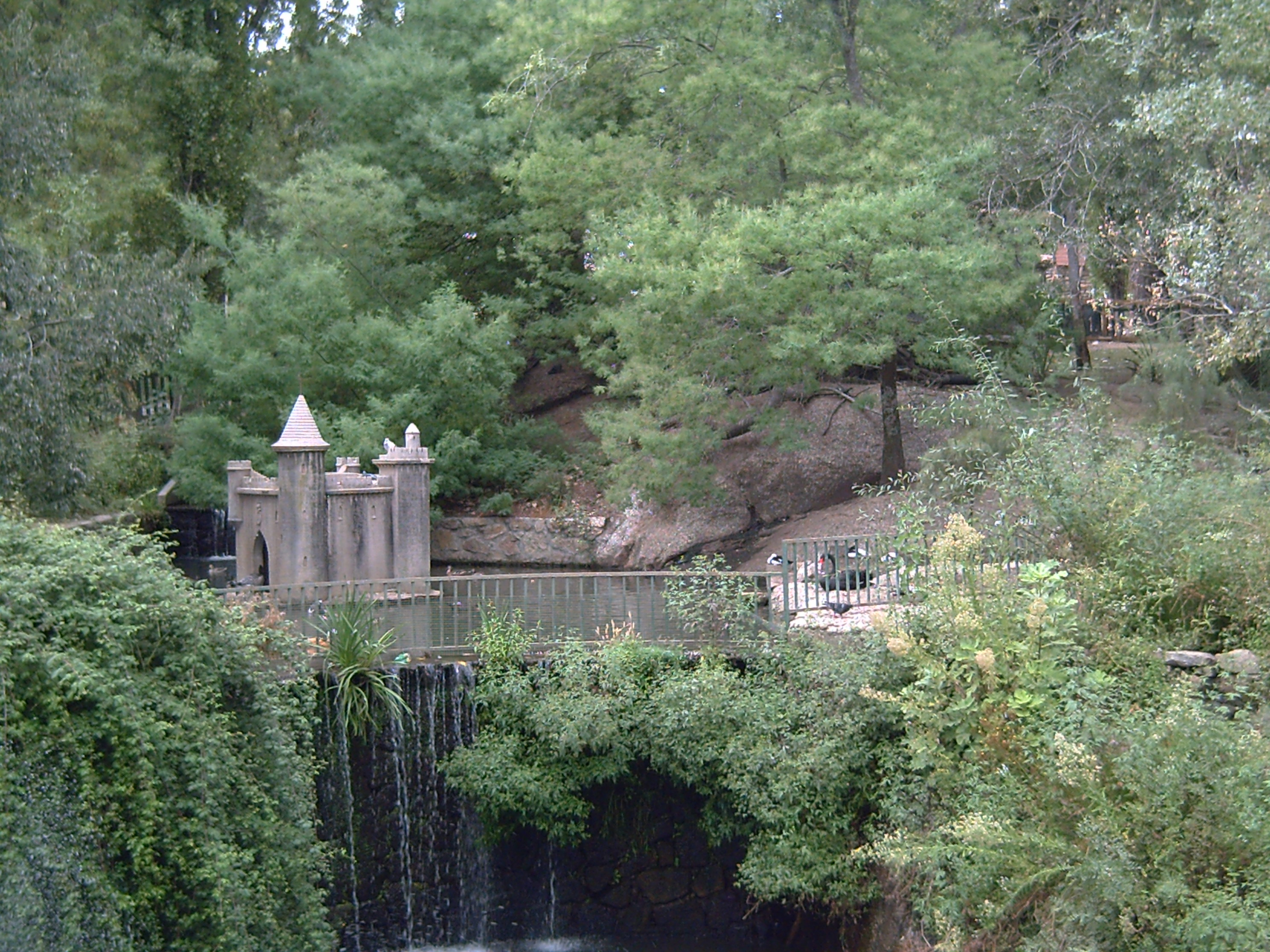
Parque Los Pinos (os pinheiros)

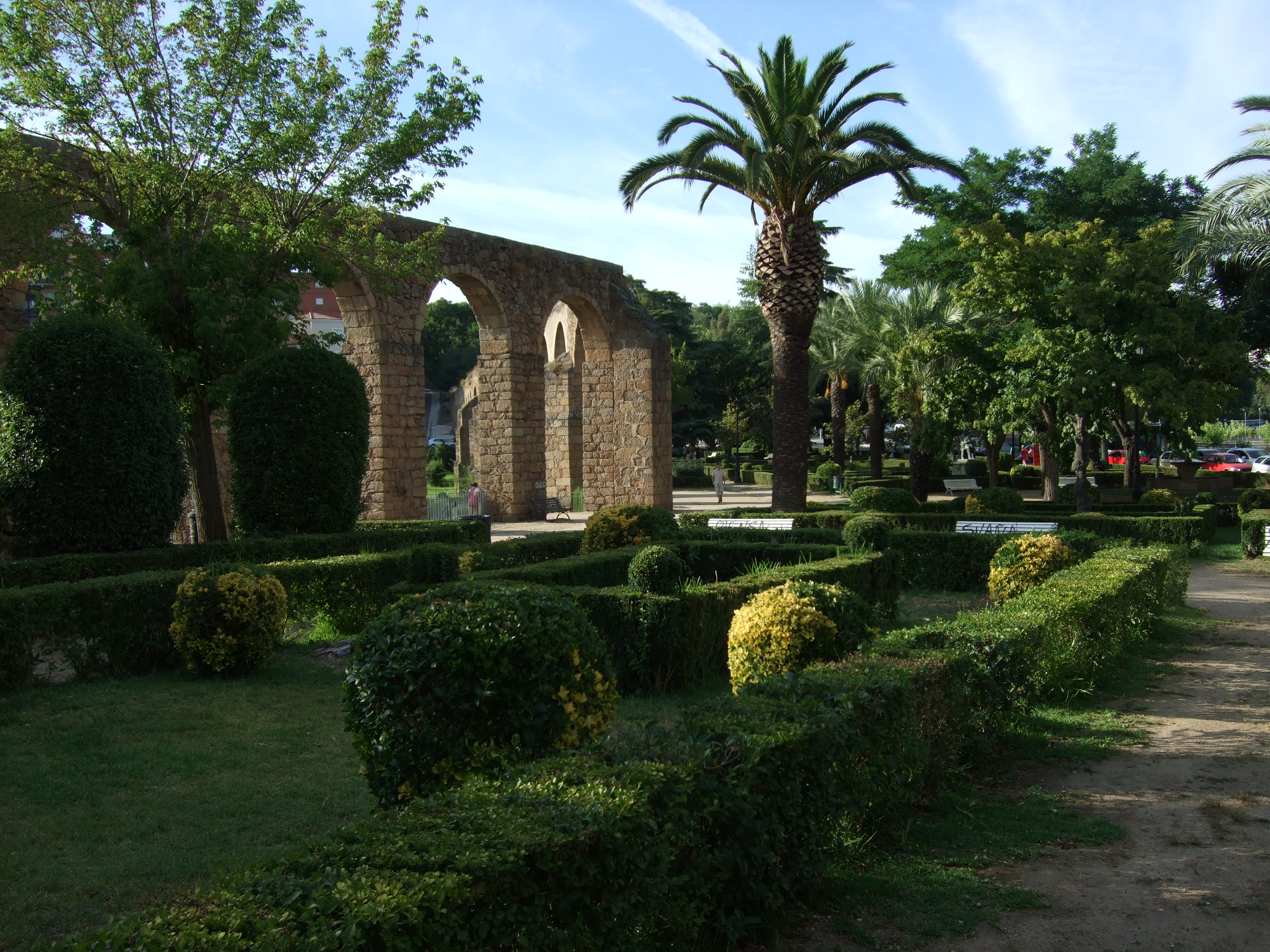
Parque San Antón (Santo Antão)

- Parque da Ilha - Situado na ilha do rio Jerte na passagem pela cidade. O rio abre-se em dois braços, um deles conhecido como Rio Chico (rio pequeno), o qual foi transformado numa piscina natural. É o maior parque da cidade, com aproximadamente 10 ha. O rei Filipe V de Espanha gostava especialmente desta ilha e nela caçou durante a sua estadia em Plasencia no século XVIII.[59]
- Parque da Coroação - Construído por Calixto Payáns y Vargas, marquês da Constancia e senhor de Barrado, está situado em frente ao que é hoje o campus da Universidade da Estremadura. No passado foi recinto de feira e era o local onde se realizavam as os desfiles militares e cerimónias de juramento de bandeira. Atualmente (2010) tem campos de futebol, zonas de passeio e parques infantis. No seu interior encontra-se também uma escola.[60][61]
- Parque Los Pinos - Foi construído por presos republicanos que foram encarcerados em Plasencia após a conclusão da Guerra Civil Espanhola.[62] Tem uma área de 54 000 m² e alberga no seu interior numerosas espécies botânicas e de aves, um museu de escultura ao ar livre e um centro de interpretação da natureza denominado Aula de Naturaleza del Parque Ornitológico Los Pinos.[63][64][65]
- Parque dos Caídos - Foi construído com os restos da demolição do alcázar (alcáçova), em memória dos mortos da Guerra Civil Espanhola, ocupando parte da superfície ocupada pela fortaleza. É conhecido na cidade como Parque de la Rana (parque da rã).[60]
- Parque de San Antón - Junto ao aqueduto, liga os três parques anteriores. O seu nome vem de uma antiga ermida que existiu no local até ao início do século XX, dedicada a Santo Antão, da qual só resta um cruzeiro que foi transladado para o parque dos Caídos.[60]
- Parque del Cachón[n] - Situado nas margens do rio Jerte, muito perto da zona monumental. É o parque mais recente da cidade.[60]

### Monumentos históricos
| Parador Nacional Igreja d'O Salvador Plaza Mayor Porta de Coria Porta de Sol (Plasencia) Palácio Municipal Catedral Velha Catedral Nova |
| Centro histórico de Plasencia. As áreas mais escuras correspondem à muralha e aos principais monumentos históricos.                     |

O extenso património arquitetónico da cidade encontra-se principalmente na parte antiga, em volta da Plaza Mayor.

#### Monumentos religiosos

##### Igrejas
O estatuto de sede episcopal foi concedido a Plasencia pelo papa Clemente III em 1189 e determinou em grande medida a história e paisagem da cidade. A catedral avista-se antes de entrar na cidade e preside ao centro histórico. O processo construtivo desenvolvido ao longo dos séculos permitiu combinar num só edifício duas catedrais perfeitamente diferenciadas que a convertem na igreja mais ricamente ornamentada da Estremadura.
As ordens militares de Santiago e de Alcântara, com grande importância política na região, promoveram a construção de numerosas igrejas na cidade, na sua maioria em estilo românico e o gótico, edificadas a partir do século XIII, algumas delas sobre construções muçulmanas. Entre as inúmeras igrejas importantes de Plasencia, cabe destacar as seguintes:
- Catedral Velha - Também chamada de Igreja de Santa Maria, foi construída entre os séculos XIII e XIV. É um exemplo de transição entre o Românico e o Gótico.[70]
- Catedral Nova - Começou a ser construída em 1498, tendo-se para isso demolido uma parte da catedral velha. A obra prolongou-se pelo século XVI, mas nunca seria concluída. A parte construída é de estilo renascentista. Participaram na sua construção de forma mais ou menos direta os principais arquitetos espanhóis do século XVI. No seu interior destaca-se o retábulo principal que consta de talhas de madeira policromada da autoria de Gregorio Fernández, considerado uma das obras mais notáveis do Barroco espanhol.[69][71]
- Igreja de São Nicolau (San Nicolás) - Foi originalmente construída no século XIII em estilo românico tardio, mas o seu aspecto é gótico devido aos restauros do século XV, embora as portas e as janelas superiores de uma das torres ainda sejam românicas.[70][71]

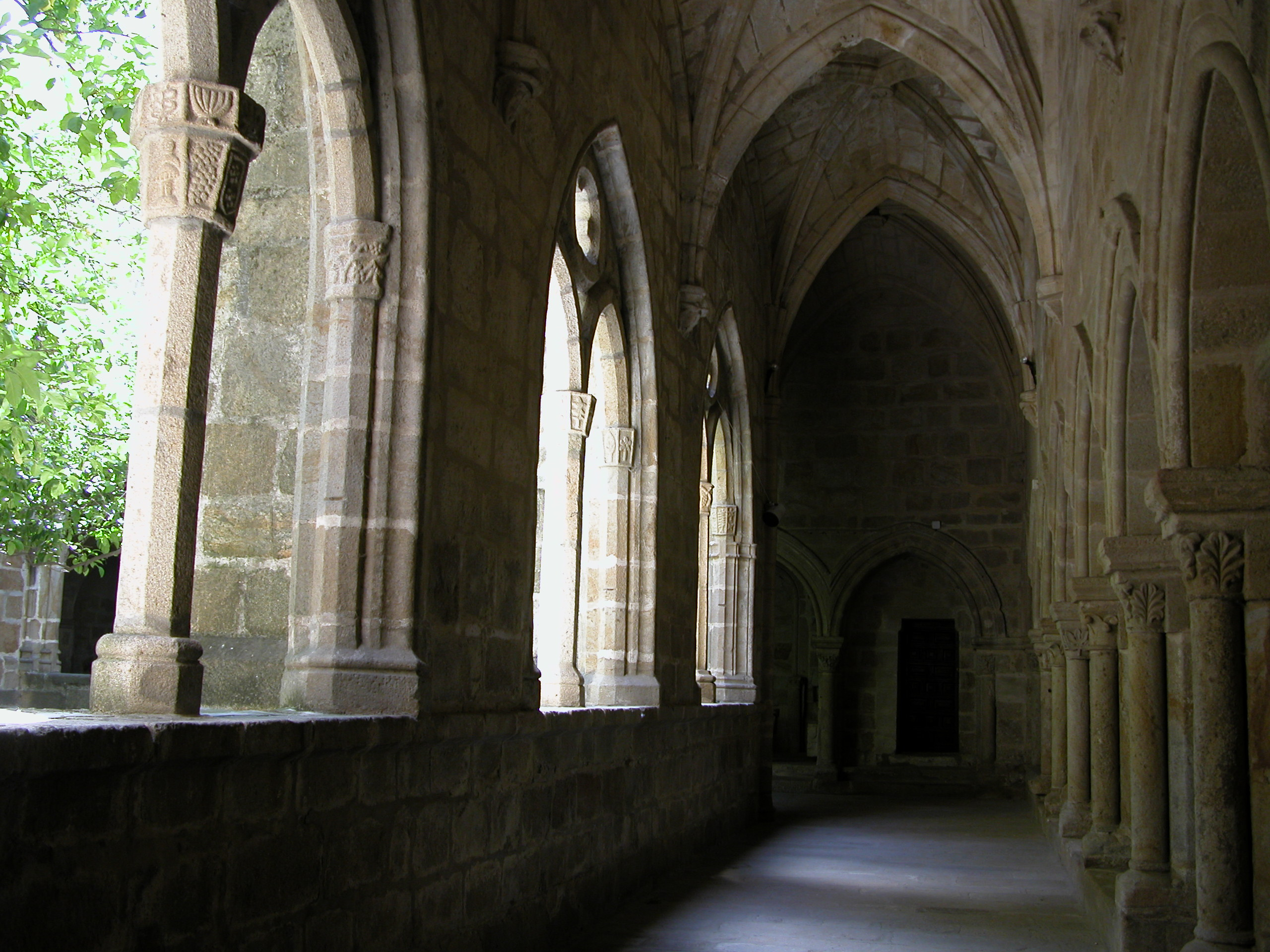
Claustro da Catedral Velha

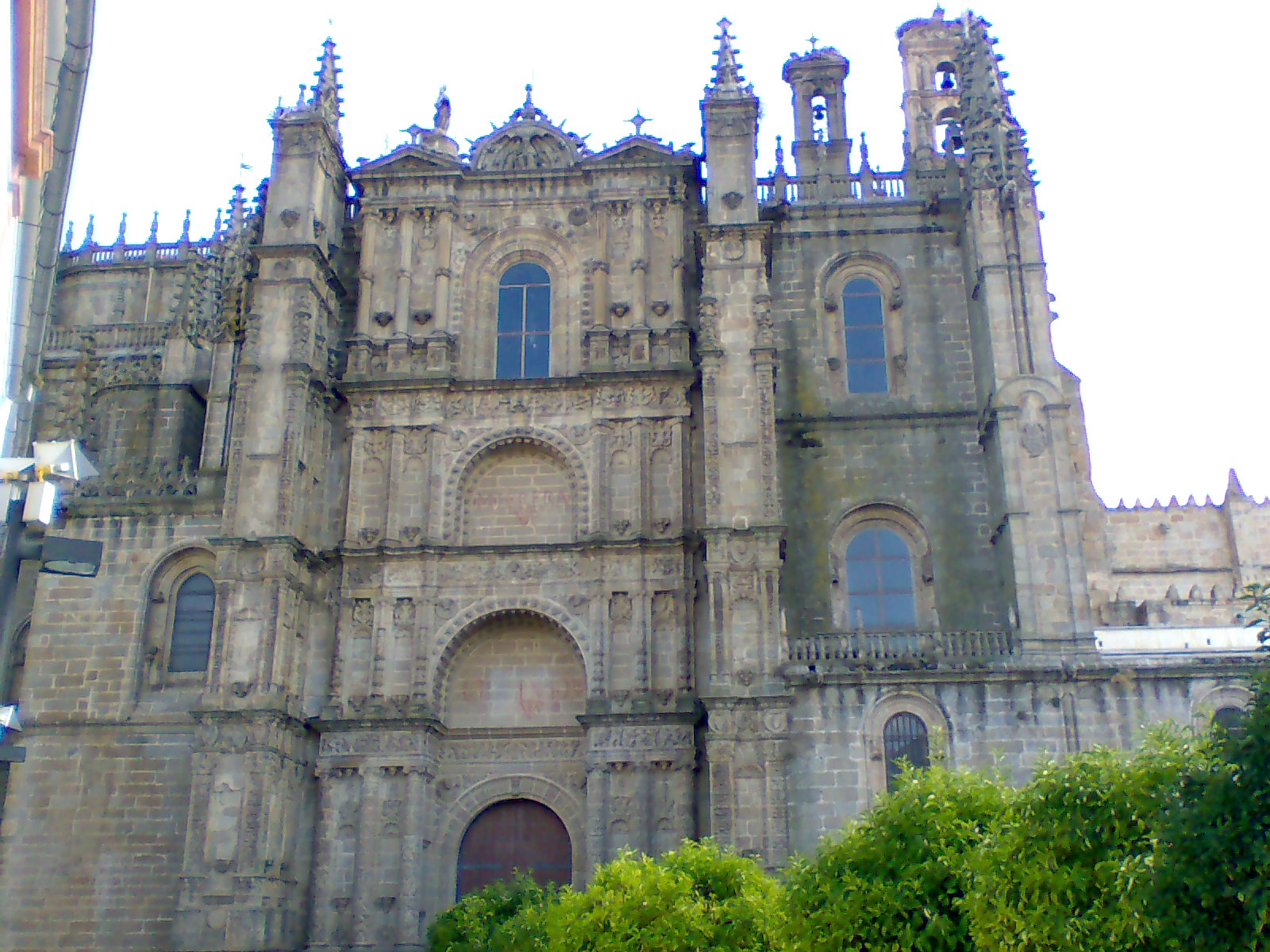
Fachada principal da Catedral Nova

- Igreja de São Pedro - Construída no século XII, é provavelmente a mais antiga da cidade e que menos modificações sofreu. Tem um belo pórtico românico e uma interessante "janela cega" em estilo mudéjar toledano.[70][71]
- Igreja de São Martinho (San Martín) - Construída no século XII, destaca-se um retábulo dourado e policromado com pinturas de Luis de Morales datadas de 1570. Atualmente não é usada para culto e é propriedade da Caja de Extremadura, que a usa como sala de exposições.
- Igreja do Salvador - Originalmente românica com adições góticas, foi reconstruída no século XVIII.[72]
- Igreja de São Domingos (Santo Domingo) ou Igreja de São Vicente Ferrer (nome atual) - Está anexa ao convento de Santo Domingo. Começou a ser construída em 1473. O retábulo principal de estilo maneirista e data do século XVI. Já não é usada para culto e é propriedade da Caja de Extremadura, que a usa para guardar a sua coleção de pintura. Aí funciona igualmente o Museu dos Andores da Semana Santa. Na Semana Santa serve como local de guarda e exposição dos andores das procissões.[73][74]
- Igreja de Santo Estêvão (San Esteban) - Construção do século XV, a abside é de estilo gótico e o retábulo principal de estilo plateresco de transição para o Barroco.[71]
- Igreja de Santa Ana - Construção do século XVI, a fachada é de estilo renascentista e o teto é em caixotão. Atualmente é um auditório.[71][72]
- Igreja de Santo Ildefonso - De estilo gótico, data do século XVI. No interior destaca-se um retábulo barroco e o túmulo de Cristóbal Villalba.[72]
- Santuário da Virgen del Puerto - situa-se a 5 km do centro da cidade, na dehesa[e] de Valcorchero, na estrada romana da Via da Prata. A sua construção foi iniciada no século XV, mas o edifício atual data do século XVIII.[71][75]
- Ermida de São Lázaro - Nos arredores da cidade, a cobertura atual é do século XVIII. No seu interior venera-se a popular imagem do Cristo de São Lázaro. De destacar um retábulo dedicado a São Cipriano e São Crispim.[71]

#### Conventos e outros edifícios religiosos
No passado existiram numerosos conventos em Plasencia. Na atualidade (2009), muitos deles estão desativados. Pelo seu valor patrimonial, podem-se destacar os seguintes:

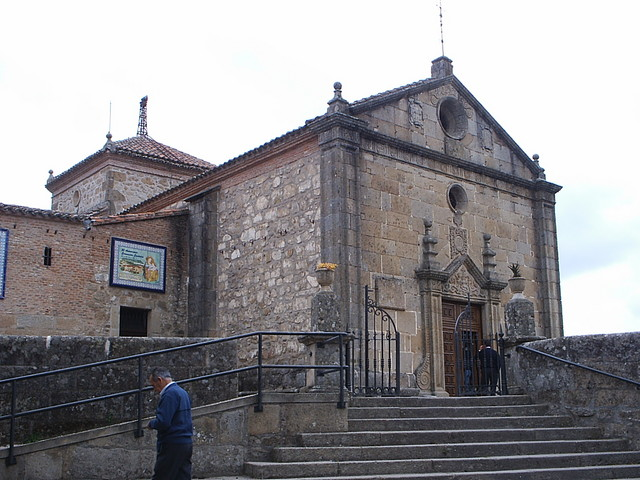
Santuário da Virgen del Puerto

- Convento de São Domingos (Santo Domingo) ou de São Vicente Ferrer - Antigo convento dominicano fundado em meados do século XV. São de destacar o claustro de estilo isabelino. Atualmente é um hotel (Parador Nacional de Plasencia).[74][76]
- Convento das Carmelitas Descalças - Fundado no século XVII por Santa Teresa de Ávila, tem um pórtico barroco classicista. Encontra-se em reabilitação (out-2009) para albergar a pinacoteca da Caja de Extremadura. As religiosas abandonaram o edifício em 1993, para ocuparem um novo convento situado nos arredores da cidade, na Serra de Santa Bárbara. O novo convento foi desenhado pelo arquiteto José María Pérez González. Na sua igreja podem apreciar-se os diferentes retábulos barrocos provenientes do antigo convento.[77][78]
- Convento de Santa Clara - Construído em finais do século XV apara acolher freiras clarissas, foi recentemente restaurado, alojando atualmente o Complexo Cultural de Las Claras.[79]
- Paço episcopal - É uma construção de estilo renascentista do século XVIII, realizada sobre obra primitiva do século XV.[80][81]

#### Monumentos militares

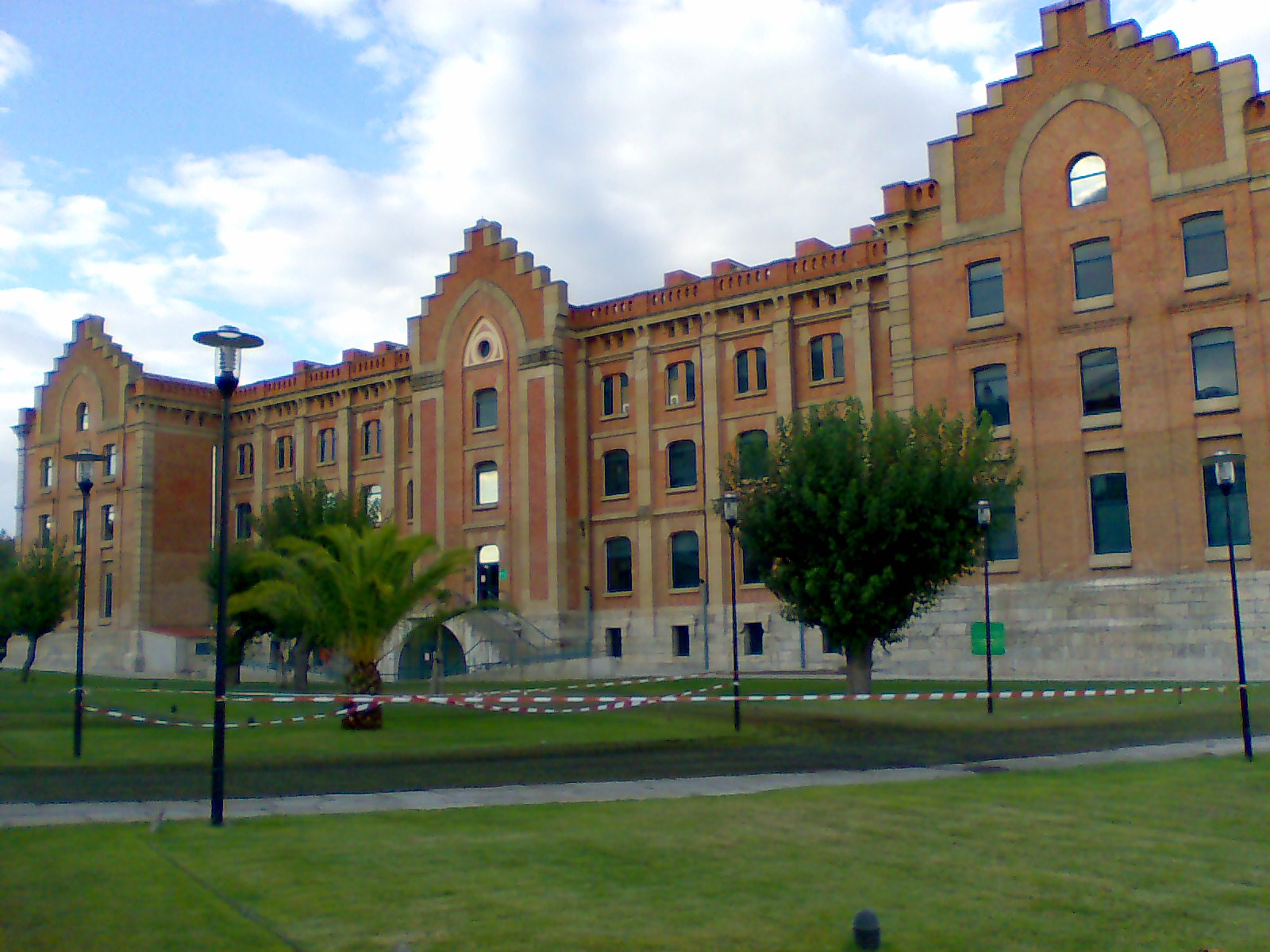
Quartel militar reconvertido no campus universitário de Plasencia

- Muralhas de Plasencia - Construídas no final do século XII, logo após a fundação da cidade.[82][83]
- Torre Lucía - É uma das torres defensivas principais da muralha que se encontra em melhor estado de conservação. Atualmente (2009), está instalado na torre o Centro de la Fortaleza y Ciudad Medieval, que tem exposta informação sobre a fortaleza desaparecida e a sua história.[83][84]
- Quartel - É um edifício de tijolo vermelho de estilo modernista construído entre 1899 e 1904. Desde 1990 que é o campus universitário de Plasencia.[85]

#### Monumentos civis

##### Palácios e casas senhoriais
Durante a Baixa Idade Média (séculos XI a XV) e Renascimento (séculos XV a XVII), viveram em Plasencia as famílias nobres mais importantes da Estremadura, que deixaram como legado do passado numerosos palácios e casas senhoriais, entre as quais se destacam o Palácio do marquês de Mirabel, o Palácio dos Monroy, a Casa del Deán e a Casa das Argolas.

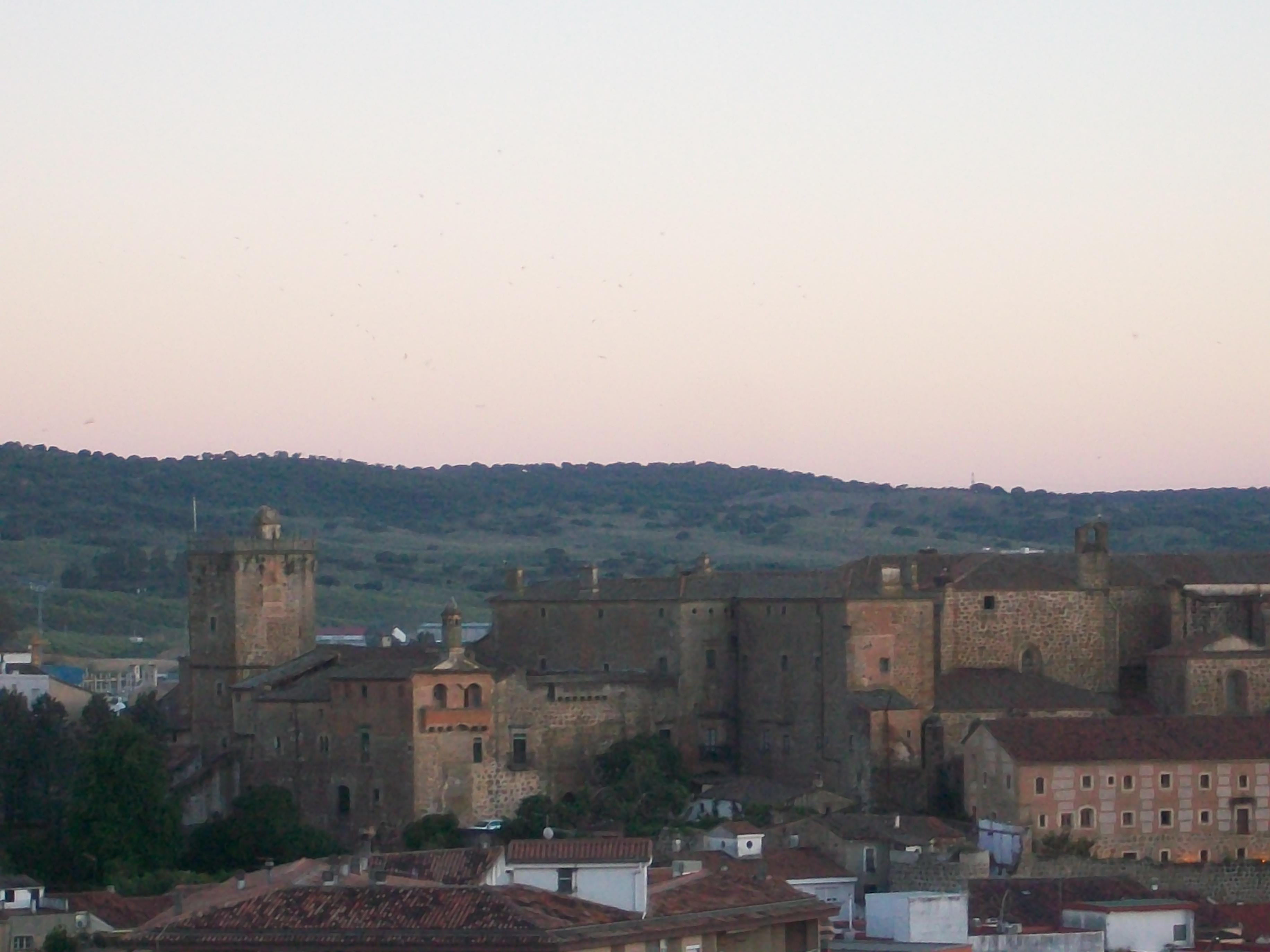
Palácio do marquês de Mirabel

O Palácio do marquês de Mirabel foi construído no século XV, em estilo renascentista, com partes góticas na parte mais antiga. Está unido à igreja e convento de Santo Domingo e atualmente alberga um museu de cinegético com peças de diversas espécies autóctones e de outras zonas.
O Palácio dos Monroy, que ficou conhecido popularmente como casa das duas torres, é a mansão senhorial mais antiga da cidade, construída nos finais do século XIII, início do século XIV. Ao longo do tempo sofreu várias intervenções, mas ainda conserva o pórtico gótico original. Na primeira metade do século XX foi restaurado em estilo neo-histórico e modernista. Está classificado como Património Histórico Espanhol; Casa das Infantas Casa solarenga de finais do século XVI, foi remodelado várias vezes, apresentando acrescentos de neorrenascentistas.
A Casa del Deán (Casa do Deão, também chamada de Casa do Marquês de Santa Cruz ou dos Paniagua Loaisas) é uma casa-palácio do século XVII construída em silhar, em que se destaca o pórtico com lintéis e colunas toscanas e uma grande varanda de esquina em estilo neoclássico e ordem coríntia. Atualmente o edifício serve de sede dos tribunais da cidade;
A Casa das Argolas ou de Joana, a Beltraneja é um esbelto torreão que na parte superior das esquinas tem dois grandes escudos nobiliárquicos sustentados por dois leões de grande valor escultórico.

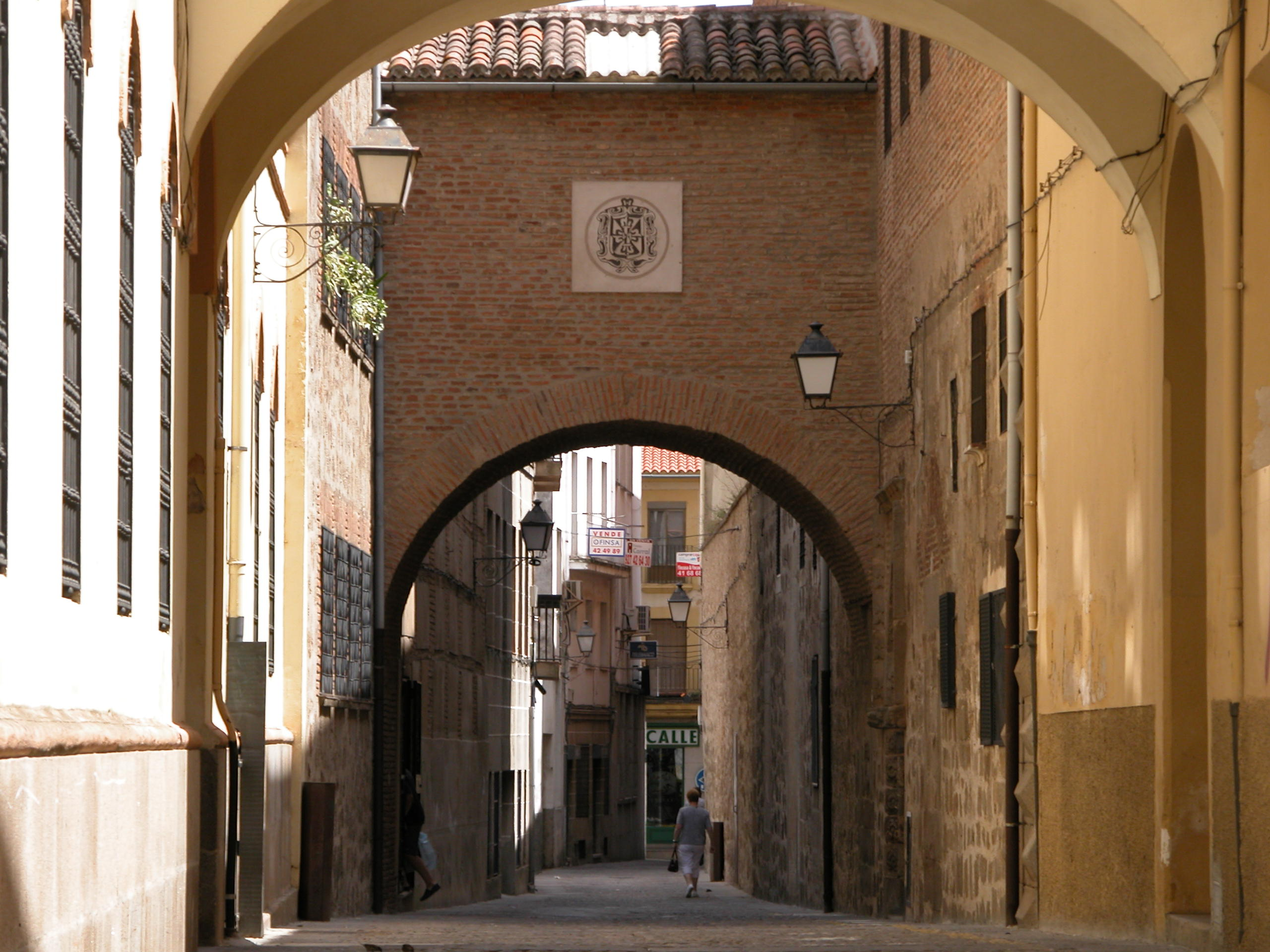
Passagem do convento "Encarnacion"

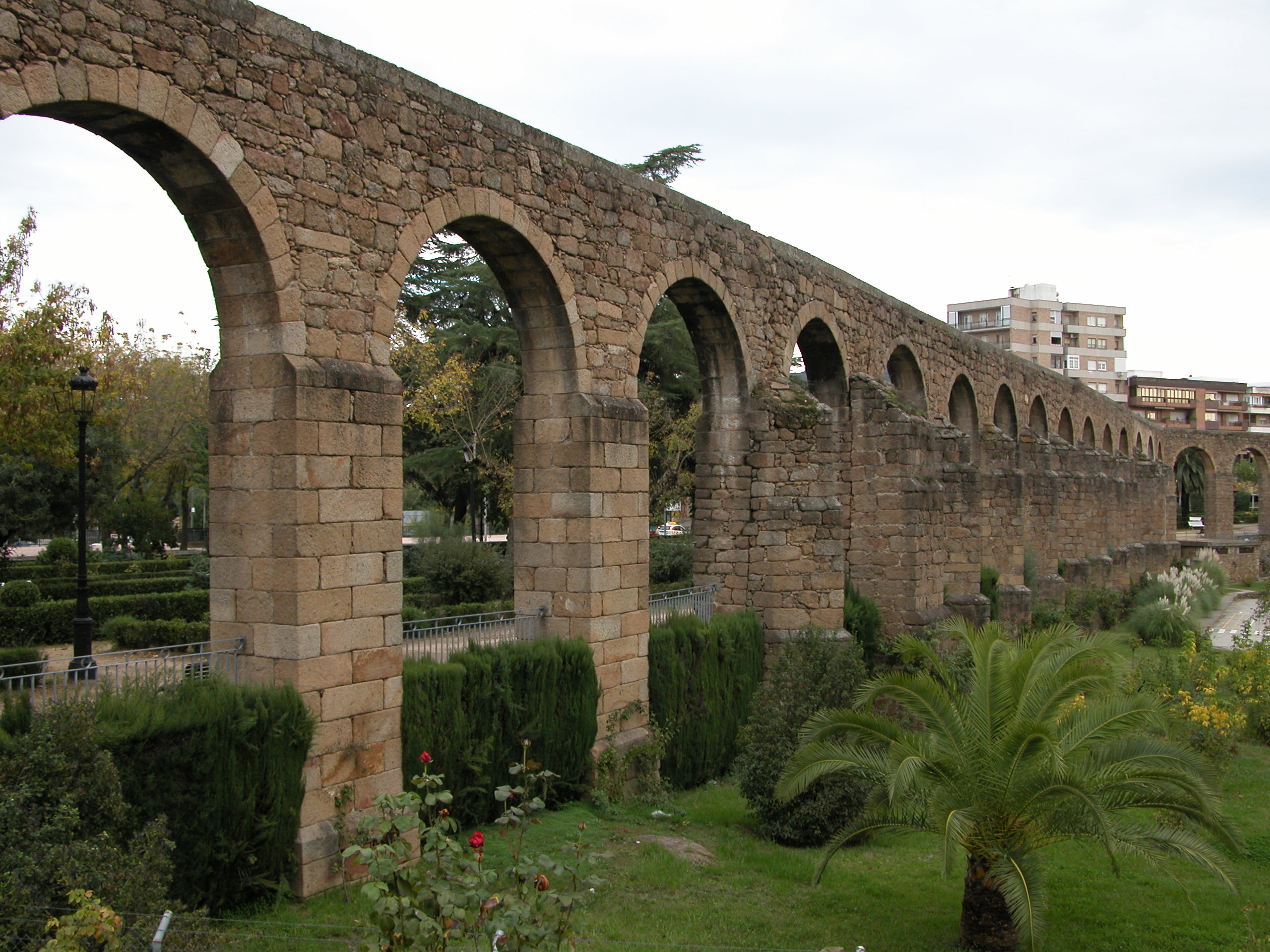
Arcos de San Antón do aqueduto de Plasencia

### Outros lugares de interesse
Para além dos já mencionados, Plasencia conta com outras construções e lugares de valor histórico ou arquitetónico relevante. A arquitetura contemporânea da localidade é de menor expressão, à exceção é a Casa Sacerdotal Diocesana, uma Obra vanguardista premiada dos arquitetos Andrés Jaque, Miguel de Guzmán e Enrique Krahe. Entre outros edifícios históricos e lugares de interesse da população local e visitantes podem referir-se o Aqueduto, a Plaza Mayor, a Casa Consistorial, judiaria e a Gruta de Boquique.
O Aqueduto é popularmente conhecido como arcos de San Antón (Santo Antão) e foi construído no século XVI para levar à cidadela e alcáçova água captada nas serras de Cabezabellosa e El Torno.
A Plaza Mayor é uma praça medieval com arcadas a toda a sua volta, localizada no centro da zona antiga e histórica da cidade. A presidir à praça encontra-se o edifício do Casa Consistorial. Desde a Idade Média que todas as terças-feiras se ali se realiza um mercado, no qual se vendem todos os produtos típicos dos arredores, como sejam artesanato, gado e produtos agrícolas. Da praça saem para as portas principais da muralha sete ruas radiais.
A Casa Consistorial, sede do Ayuntamiento (paços do concelho) localiza-se na Plaza Mayor e foi construída no século XVI em estilo de transição do Gótico para o Renascimento. Apresenta na fachada uma arcada renascentista dupla. O edifício atual é uma reconstrução neo-historicista de 1966, baseada no edifício renascentista projetado em 1523. Na torre principal encontra-se um, boneco articulado autómato, conhecido por todos os placentinos como o Avô Mayorga, que atua quando o relógio da torre toca, a cada meia-hora.
A judiaria é um símbolo judeu da cidade, referida no foral de 1189. Nos século XIII e XIV os judeus residiam na zona de La Mota e em algumas das ruas que saem da Plaza Mayor - Don Marcos (hoje Santa Isabel), Zapatería e Trujillo - que constituíam a judiaria de Plasencia. Nessa zona os judeus edificaram uma grande sinagoga que seria demolida posteriormente para construir o palácio dos marqueses de Mirabel. Quando se deu a expulsão dos judeus, a sinagoga ainda existente foi transformada na igreja de Santa Isabel. Na zona extramuros de El Berrocal situava-se a necrópole judia, onde ainda se conservam restos de túmulos antropomórficos escavados na rocha.
A Gruta de Boquique, situada na Serra de Traslasierra, na dehesa[e] de Valcorchero, no sítio conhecido como Era de la Guijosa, mais que uma gruta, trata-se de um abrigo rochoso de granito. Foi lugar de refúgio de opositores às tropas de ocupação francesas durante a Guerra Peninsular (1807-1814) e de ladrões e bandoleiros noutras épocas. Nas imediações foram encontrados numerosos vestígios pré-históricos que foram sistematicamente escavados. A gruta deu nome a um tipo de cerâmica ("de Boquique") pré-histórica.
Há ainda praças e ruas históricas, como a Praça de Sant'Ana, Praça de San Nicolás, Praça da Cruz Dourada e Rua do Bom Sucesso.

## Cultura e desporto

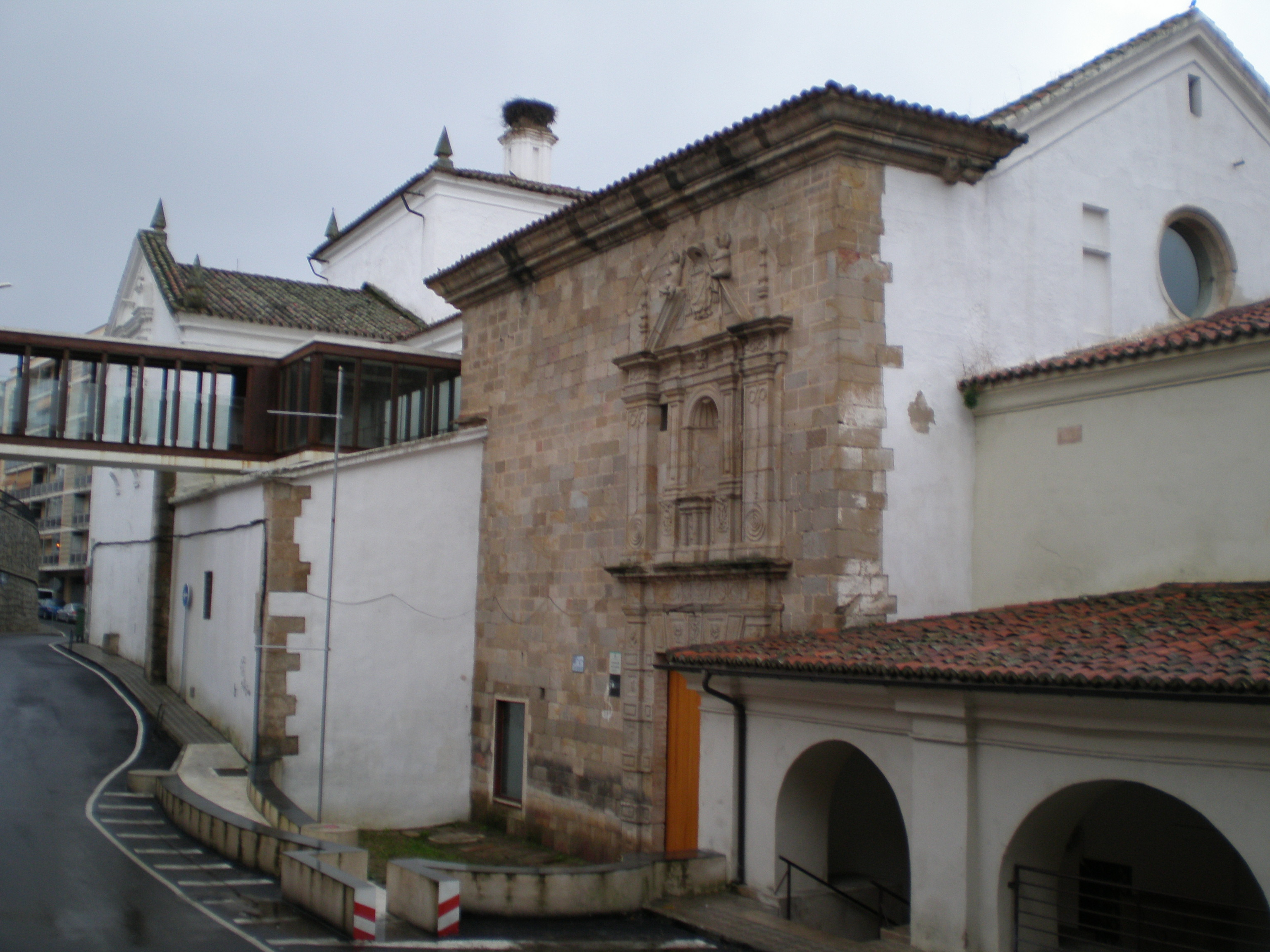
Complexo San Francisco

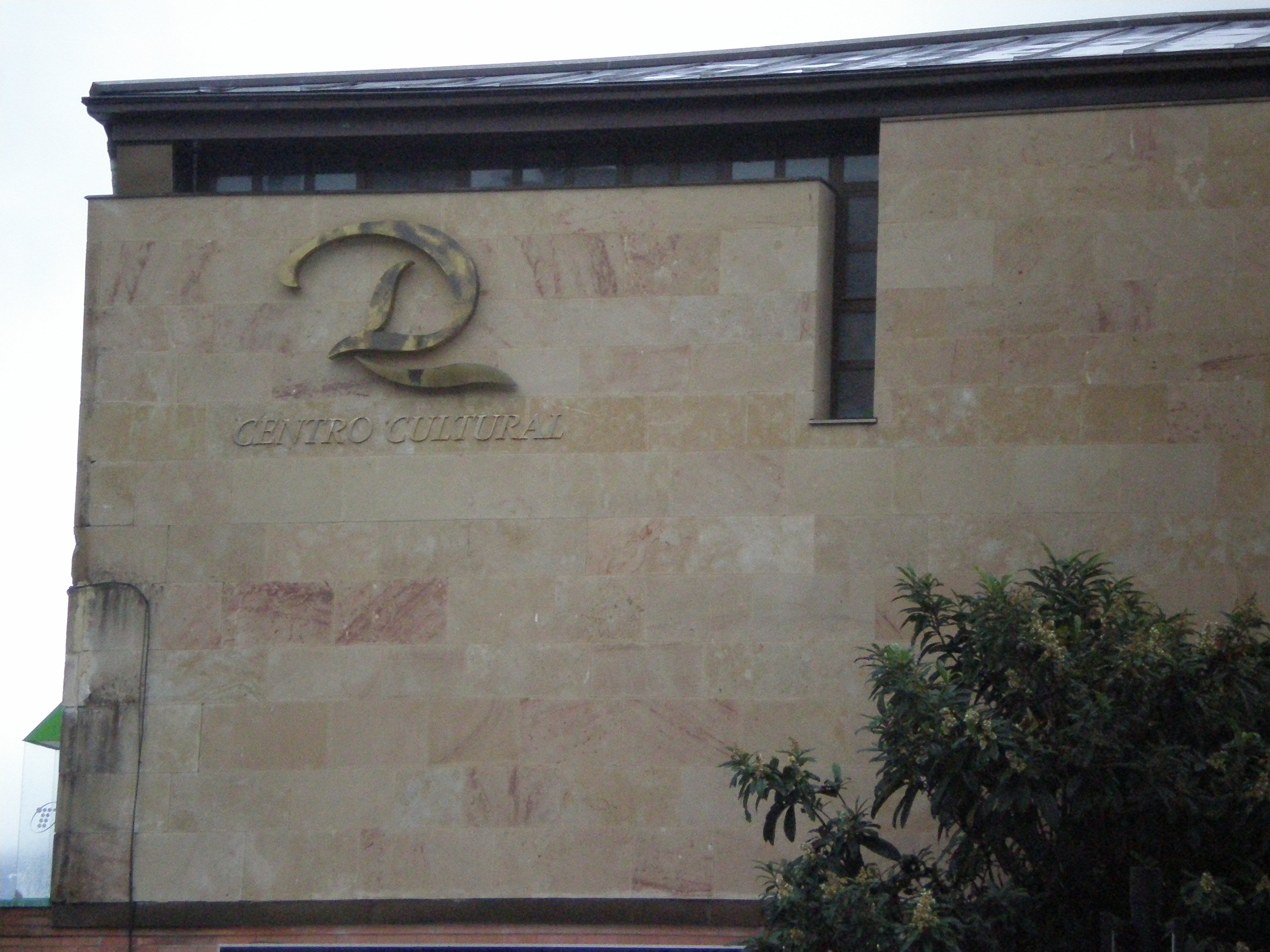
Centro Cultural de Caja Duero

### Museus
- Museu Catedralicio — Situado na Catedral Velha, tem uma colecção de arte sacra e de objetos pré-históricos recolhidas por toda a diocese.[96]
- Museu Municipal — Tem em exposição diversos documentos, objetos e mobiliário que ilustram a história de Plasencia de do ayuntamiento, bem como uma vasta coleção de fotografias históricas.[97]
- Museu Etnográfico Têxtil Provincial, Pérez Enciso — Situado no antigo hospital provincial, acolhe uma vasta coleção de arte popular na forma de bordados e outros materias têxteis de toda a província. Tem duas salas dedicadas à manufatura do linho e da lã, à exposição de trajes típicos da província de Cáceres e objetos da vida quotidiana do passado.[98]
- Museu de Caça do Duque de Arión — Alojado numa das dependências do palácio do marquês de Mirabel, no centro histórico. Mostra uma coleção de peças e troféus de caça.[87]
- Museu dos Andores da Semana Santa — Situado na antiga igreja de Santo Domingo, atualmente conhecida como Igreja de São Vicente Ferrer.[73]
- Centro de Interpretação da Fortaleza e Cidade de Plasencia — Situado na Torre Lucía, uma das principais da muralhas.[84]
- Centro de Interpretação da Água — Situado no moinho de água das Tenerías.[99]
- Aula da Natureza — Um centro de interpretação da natureza situado no Parque Ornitológico de Los Pinos.[64][65]
- Museu de Escultura ao Ar Livre de El Berrocal — Também chamado de Parque de Esculturas, apresenta obras do artista Antonio Blázquez.[100]

Além dos museus acima mencionado, cabe destacar os três  espaços para exposições de arte mais importantes da cidade: o do antigo convento de São Fancisco, que foi posteriormente o "Teatro Sequeira", a galeria da Caja Duero, na Porta de Talavera. e a igreja de São João. Esta última foi a matriz da paróquia do bairro de Toledillo e foi adaptada para albergar não só uma galeria, mas também um auditório e a sede de algumas associações da cidade.

### Pintura

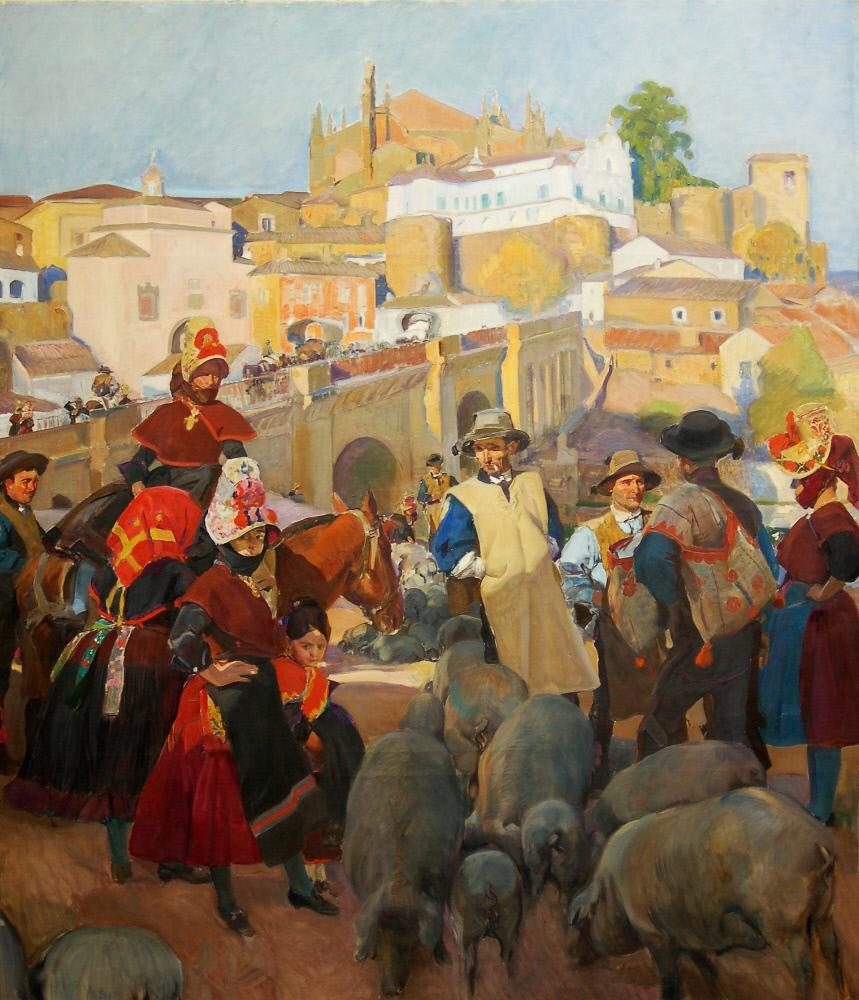
Quadro Extremadura. El mercado, com paisagem placentina de Joaquín Sorolla

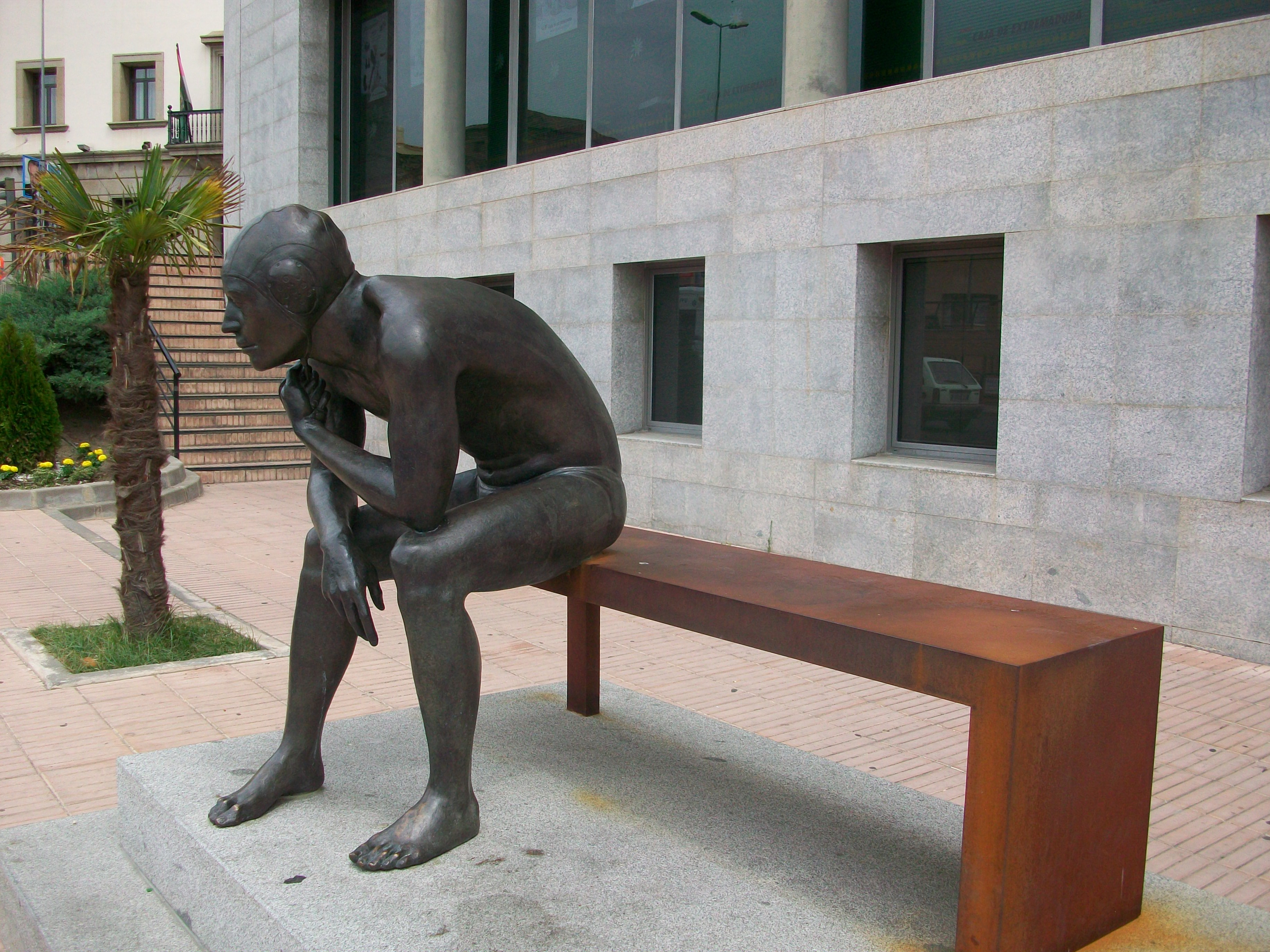
Escultura "El Entrenamiento", de Manuel Mediavilla, junto à sede da Caja de Extremadura

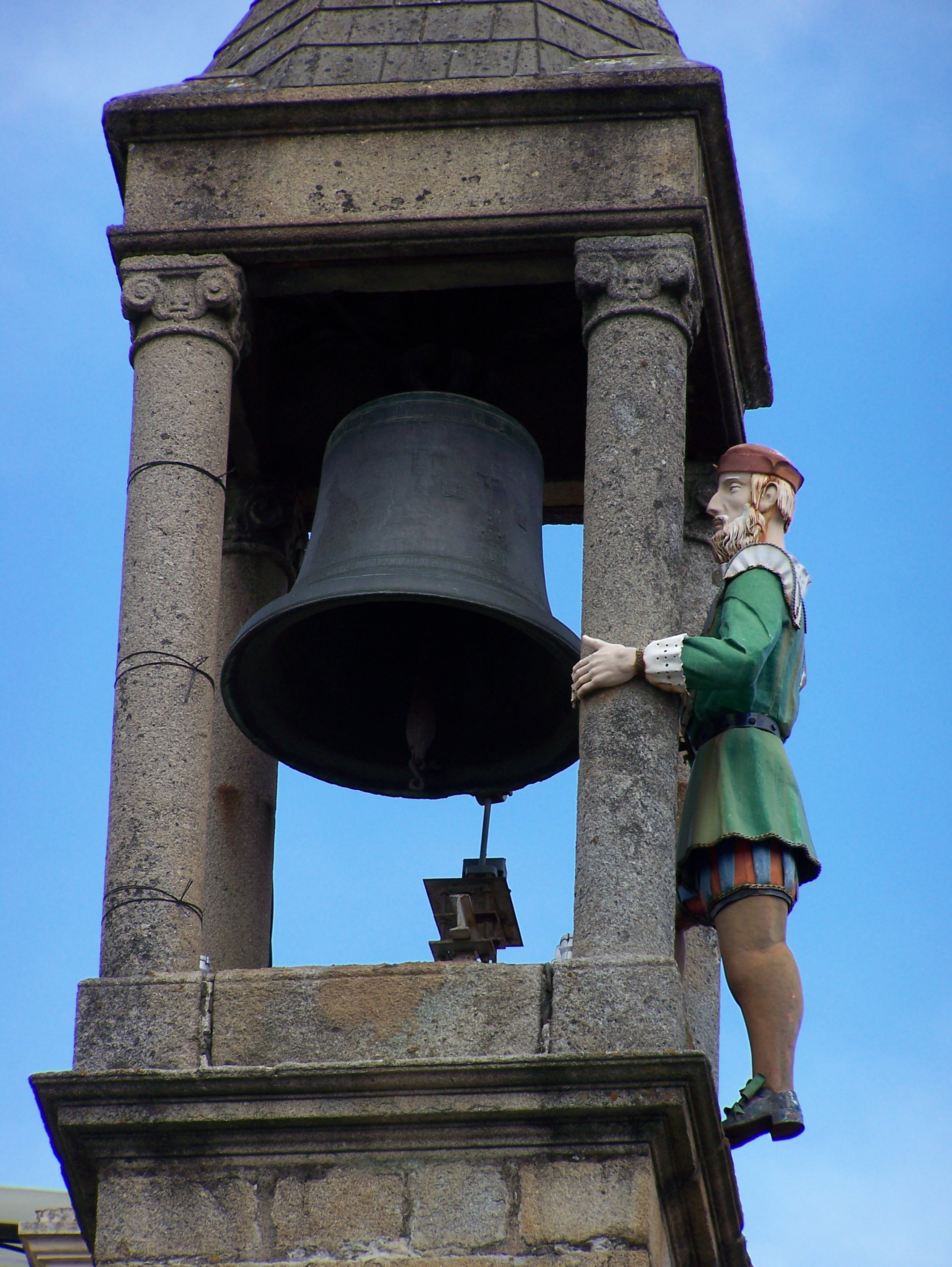
O Abuelo (avô) Mayorga, na torre da sede do Ayuntamiento (Casa Consistorial), Plaza Mayor

No ano de 1917, o pintor valenciano Joaquín Sorolla imortalizou a cidade num dos seus quadros — Extremadura. El mercado, — que mostra a cidade vista desde as margens dos rio Jerte, com o paço episcopal, a catedral, a ponte de Trujillo e mulheres ataviadas com o traje de Montehermoso (uma localidade próxima de Plasencia). O quadro faz parte de uma série de 14 grandes telas intitulada "Visões de Espanha", encomendada a Sorolla pelo magnata americano Archer Milton Huntington, destinada a decorar uma das salas mais importantes do museu da Hispanic Society of America, em Nova Iorque.
Cabe destacar dois certames de pintura que ocorrem em Plasencia:
- Salão de Outono — Patrocinado pela Caja de Extremadura, realiza-se desde os anos 1970. Graças a ele a entidade bancária dotou-se de uma importante coleção de pintura contemporânea. Em 2010 decorrriam obras de reabilitação no convento das Carmelitas Descalças destinadas a  alojar esta importante coleção.[78]
- Certame de pintura da UNED — Realiza-se anualmente desde 1997. Os quadros premiados passam a fazer parte da coleção do centro da Universidade Nacional de Educação à Distância (UNED) de Plasencia.[106]

### Escultura
Desde 2006 que se realiza em Plasencia o Concurso Internacional de Escultura de Caja de Extremadura, que foi criado para comemorar o centenário da fundação da Caja de Ahorros de Plasencia. As obras premiadas são instaladas em diferentes pontos da cidade, dado que um dos objetivos do concurso é converter Plasencia num museu de escultura ao ar livre. Até 2009 tinham sido premiadas duas obras: El Entrenamiento, do malaguenho Manuel Mediavilla e El Espacio Recorrido da madrilena Mar Soler.

### Festivais de música, cinema e teatro
- Festival internacional de música folk Plasencia — Realizado pela primeira vez em 1994, tem lugar no mês de agosto, no recinto da Torre Lucía, reunindo alguns dos melhores grupos do folk internacional. Além dos concertos junto à torre, há ainda marchas musicais pelas ruas, cursos, ateliers, exposições e outros concertos no centro cultural Las Claras.[109]
- Semana Internacional da Música Sacra — Tem lugar na catedral, noutras igrejas da cidade e no Teatro Alkázar.[110]
- Concurso de Cante Flamenco Mayorga-Ciudad de Plasencia.[111][112]
- Festival Alternativo del Norte — Realiza-se no recinto do El Berrocal. A música contemporânea e o rock são a tónica deste festival.[113]
- Certame Internacional de Tunas Ciudad de Plasencia[114][115]
- Festival Techno Meeting — 24 horas de música electrónica; realiza-se no recinto de feiras.[116]
- Gumiparty — Festival que tenta aproximar e dar a conhecer a cultura atual japonesa, através de numerosas atuações e atividades, centradas especialmente no manga, anime, videojogos e nas demais culturas do ócio do Japão, mas com lugar também para a gastronomia e na história do país. Os participantes do evento podem levar o seu computador para jogar online e trocar ficheiros através duma rede local.[117]
- Fat Festival — Festival de música de cinco estilos diferentes e espectáculos de skate. Realiza-se no inverno, no pavilhão do El Berrocal.[118]

### Prémio de investigação histórica sobre Plasencia
A Associação Cultural Pedro de Trejo promove anualmente este prémio com o objetivo de incentivar a investigação e conhecer melhor a evolução histórica de Plasencia e seus arredores.

### Feiras e festas

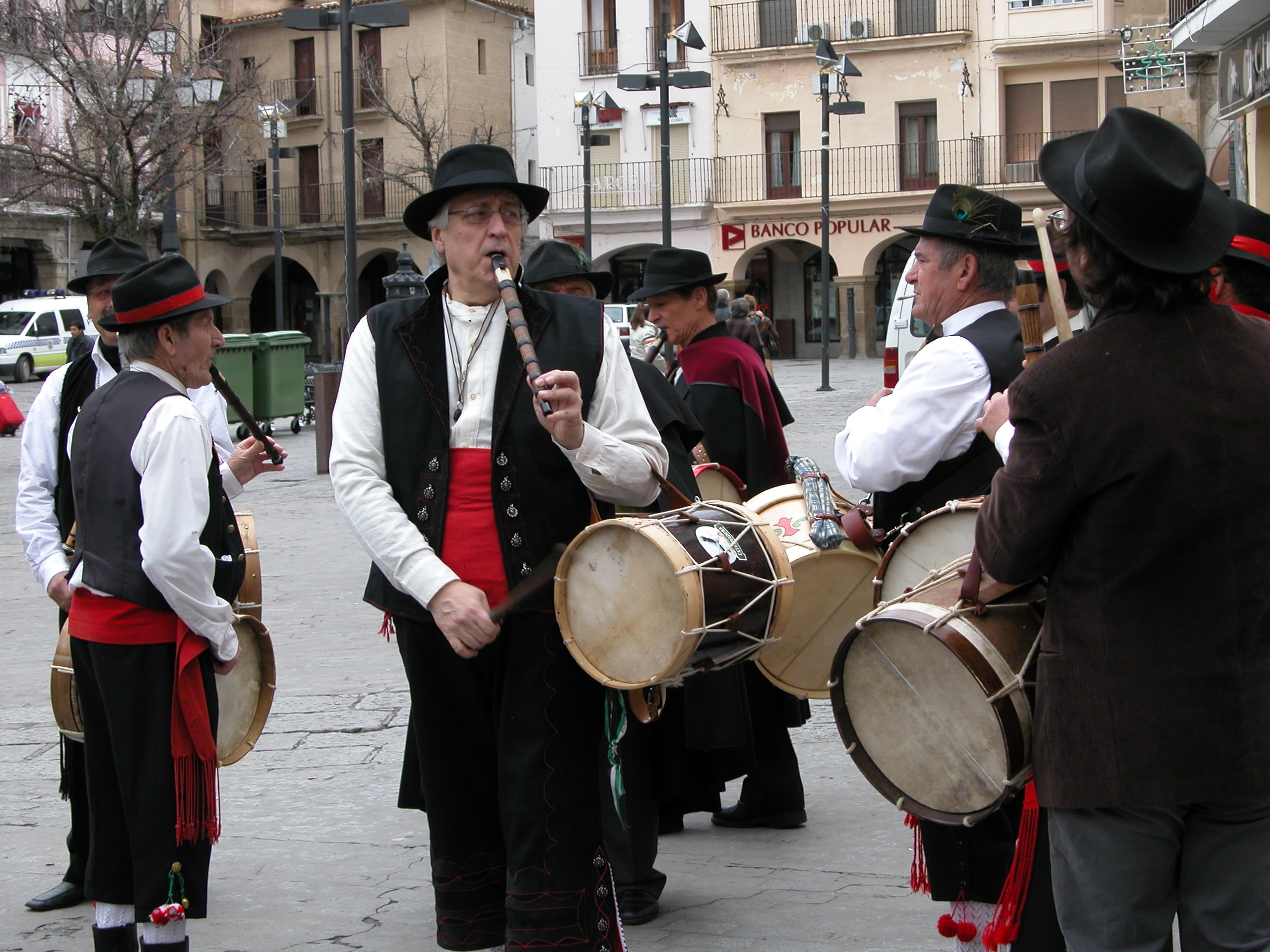
Tamborileiros preparando-se para tocar no dia de São Fulgêncio

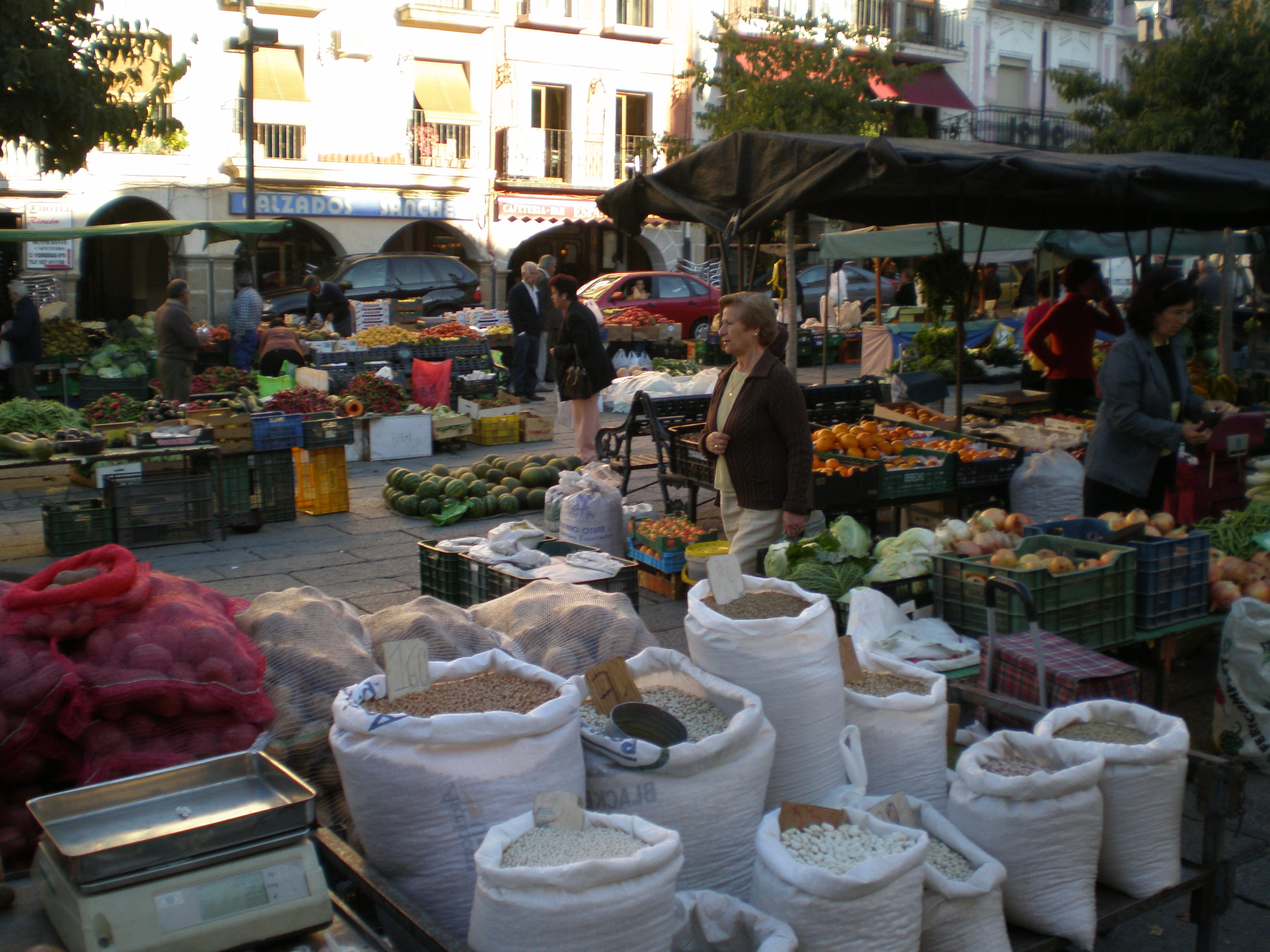
Mercado de Martes (terça-feira) na Plza Mayor

- Feira de Plasencia — Tem lugar no segundo fim de semana de junho e dura vários dias. Durante as manhãs a animação acontece nas ruas da zona centro, que ficam repletas de gente que se diverte ao compasso das charangas que percorrem as ruas. Durante as tardes realizam-se touradas com as principais figuras do toureio. Durante as noites a animação decorre no recinto de feiras de El Berrocal, onde ficam instaladas as atrações e barracas da feira.[120][121]
- Martes Mayor — A terça-feira (em castelhano:  martes) é sempre dia de mercado na Plaza Mayor, mas a primeira do mês de agosto tem especial realce, devido à presença maciça de veraneantes que acorrem à cidade procedentes de todas as localidades dos arredores. Além da Plaza Mayor, a feira estende-se pelas ruas vizinhas. Durante o mercado é realizado um concurso e exposição de frutas e verduras, havendo prémios para diversas categorias. A festividade foi declarada "Festa de Interesse Turístico Regional" pela Junta da Estremadura. Acredita-se que  se realiza desde o tempo da fundação da cidade no século XII.[122]
- Feira da tapa — Realiza-se geralmente nos meses de outono. Nela participam a maioria dos bares e restaurantes da cidade, que propoem petiscos especiais para degustação e se submetem a uma votação do público e de um júri profissional.[123][124]
- Encontros Gastronómicos Zona Norte de Estremadura — Realizam-se anualmente entre abril e maio e contam com a participação dos melhores cozinheiros da zona. Em cada ano decorre num estabelecimento diferente.[124]
- São Fulgêncio de Cartagena — Padroeiro da cidade, celebra-se a 16 de janeiro. Na noite anterior tem lugar a festa conhecida como Noche de Antruejos[o], durante a qual era costume as pessoas mascararem-se. Neste dia, as associações e o Ayuntamiento oferecem desgustação de vinhos, licores, doces típicos e  migas estremenhas.[p][125]

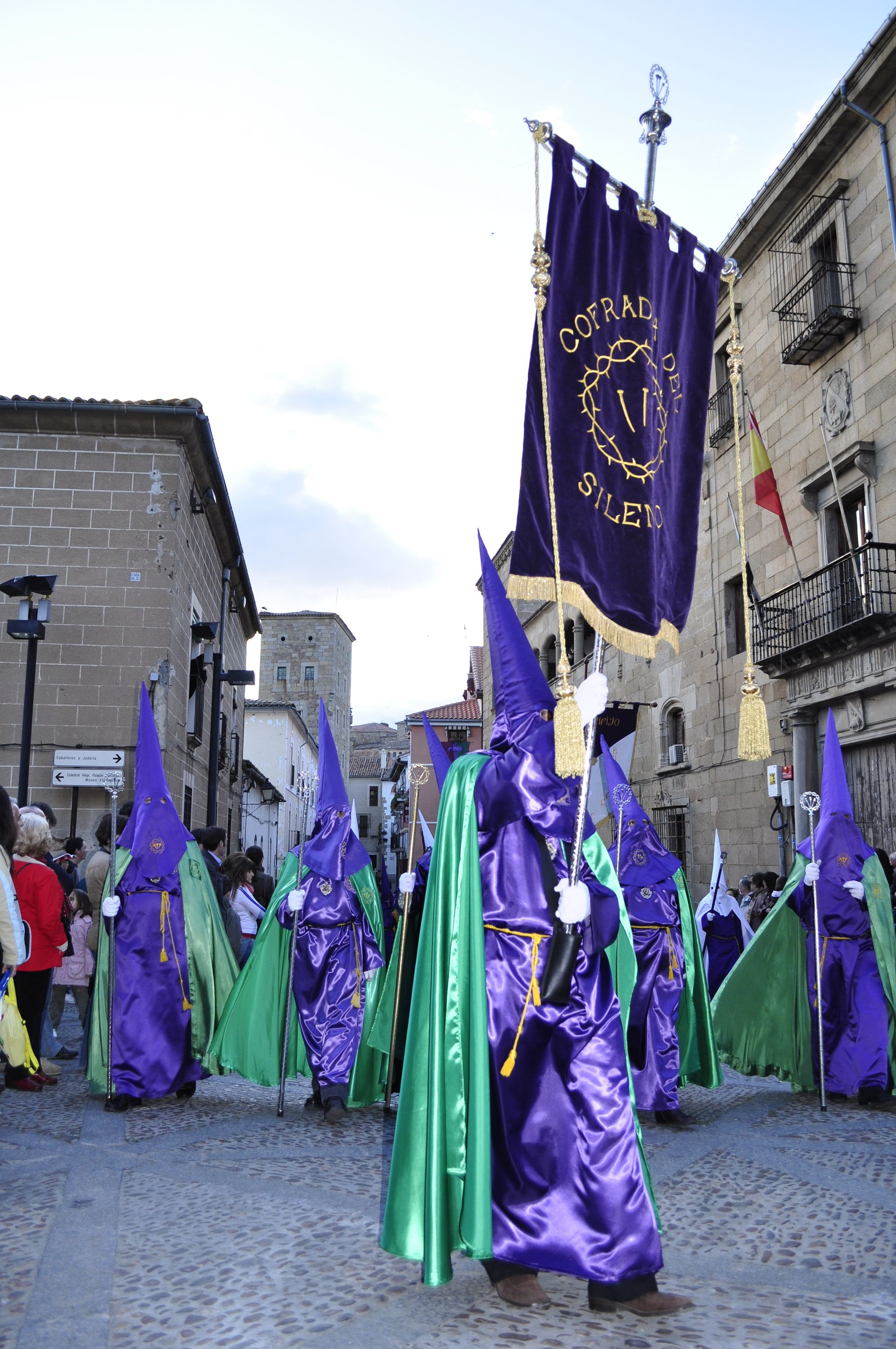
Procissão da Semana Santa em Plasencia

#### Semana Santa placentina
A Semana Santa é um grande acontecimento em Plasencia, com grandes procissões muito participadas e coloridas, organizadas pelas várias confrarias da cidade. A Semana Santa de Plasencia está classificada como "Festa de Interesse Turístico Regional" pela Junta da Estremadura e aspira converter-se em "Festa de Interesse Turístico Nacional".

#### Associações culturais
Estão registadas no Ayuntamiento numerosas associações culturais de todos os tipos. No sítio web do Ayuntamiento está uma lista completa de todas elas.

#### Centros culturais
- Centro cultural Las Claras — Centro de interpretação da cidade de Plasencia. Organiza exposições, congressos, conferências, debates, cursos, etc.[128]
- Complexo cultural Santa Maria — Acolhe o Conservatório Profissional de Música García Matos, a Escola de Belas Artes Rodrigo Alemán e uma escola de dança. Tem um auditório e uma sala de exposições.[128]
- Teatro Alkázar — Principal referência da vida cultural placentina, é um teatro do final do século XIX. Além de teatro, serviu de salão de festas e de cinema. Foi restaurado recentemente, após ter-se evitado a sua demolição. É uma das principais salas de espectáculos da região.[128]
- Auditório de Santa Ana — Propriedade da Caja de Extremadura, ocupa a antiga igreja de Santa Ana. É usado frequentemente para concertos de música clássica e para projeção de filmes da escola de cinema da Caja de Extremadura.[128]
- Ateneo Ciudad de Plasencia — É uma associação cultural baseada na liberdade de pensamento dos seus membros, vocacionada para a difusão da cultura em geral entre os seus associados e entre os cidadãos de Plasencia e arredores. Promove vários tipos de atividades, como cursos de musicologia, teatro, xadrez, conferências e debates sobre ciência, humanismo, arte em geral e literatura e artes plásticas em particular.[127] Tem também uma orquestra de guitarra e púa (plectro)[129] e uma secção de arqueologia.[130] A associação foi fundada em 2002 e é membro fundador  do Centro UNESCO da Estremadura.[131]

#### Bibliotecas
A biblioteca municipal foi inaugurada em 1981 e situa-se da rua de Trujillo. Tem aproximadamente 50 000 volumes, incluindo novos suportes, como DVD, CD, etc, além de cerca de 250 publicações periódicas. Tem uma secção infantil e juvenil independente e uma secção de audiovisuais, ambas criadas em 2002, e uma sala de Internet. Oferece serviços de empréstimos, informação bibliográfica, livros pedidos, etc.
Além da biblioteca municipal, existem ainda duas bibliotecas de bairro, uma no bairro de La Data e outra no bairro de São Miguel.

### Gastronomia

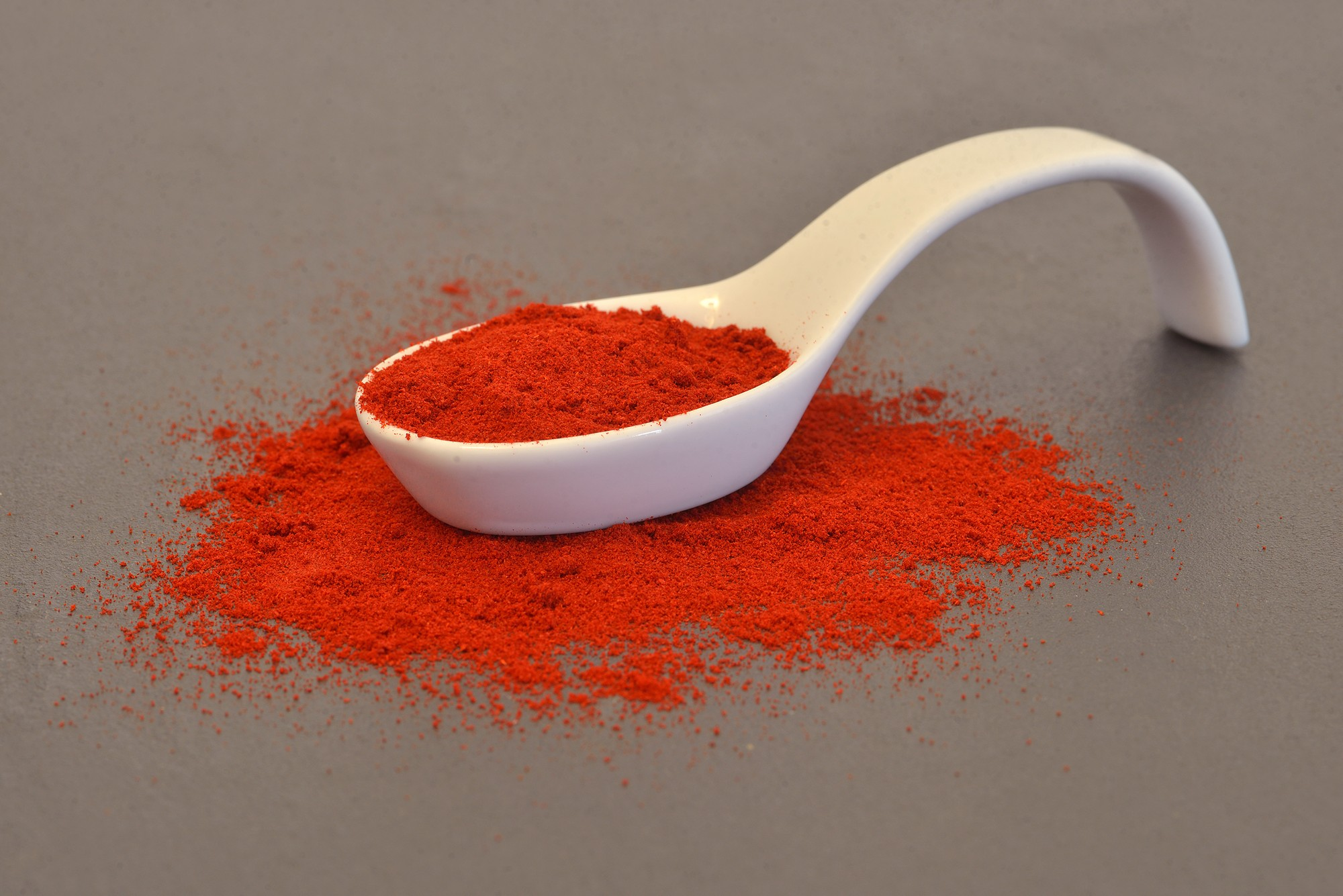
Pimentão, ingrediente da gastronomía placentina

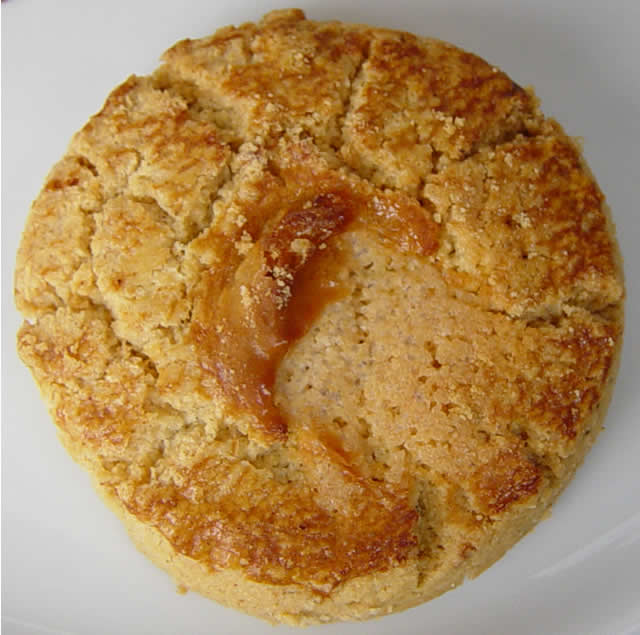
Perrunilla, um doce típico placentino

A gastronomia placentina está muito relacionada com os produtos que se encontram na região. No mercado de Martes (terça-feira) podem encontrar-se todas as frutas e hortaliças dos regadios vizinhos, o pimentão de La Vera, mel, pólen de Las Hurdes, enchidos, queijos, espargos, confeitaria tradicional, etc.
Na comida caseira existem as sopas canas (à base de pão e leite), as batatas em escabeche, o revuelto de criadillas (ovos mexidos com testículos), o solomillo (lombo) de javali e os lagartos em molho verde com alho e salsa. Também são muito consumidos os produtos derivados do porco, como o presunto, morcelas e outros enchidos, tec. Das frutas frescas destacam-se os melões, morangos e cereja. Na confeitaria são de referir as perrunillas (biscoitos), buñuelos de viento (bolas de massa fritas), rosquillas de alfajores (rodelas delgadas de massa juntas com doce), pestiños (massa frita), hornazos (espécie de bôla ou empadão) e mantecados (amassado com banha).
Nos numerosos restaurantes podem degustar-se os pratos típicos estremenhos: salada de zorongollo, migas[p], espargos, morcelas patateras (com batata) e calabaceras (com abóbora), calderetas (caldeirada ou ensopado) de cabrito ou borrego, além de trutas e tencas produzidas na zona. Um produto típico de pastelaria são os bombons de figo ou bolota com aguardente de cereja. Nas temporadas adequadas existem coxas de rã e caracóis. Um hábito muito arreigado na cidade é o de tapeo (petisco), tanto ao meio-dia como ao fim da tarde e início da noite, alturas do dia preferidas para saborear as tapas (petiscos) da gastronomia local.
Ao longo do ano celebram-se várias festas, jornadas e feiras nas quais a gastronomia é um aspeto importante, como a Feira da Tapa, Martes Mayor e outras realizadas individualmente  por restaurantes da cidade.

### Tauromaquia

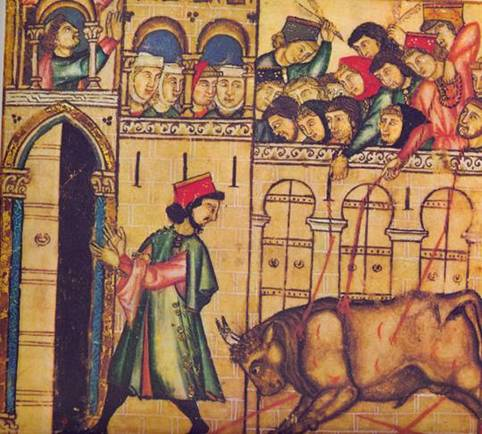
Cantiga 144 da obra medieval Cantigas de Santa Maria, referida ao "Touro de Plasencia"

A cidade e a região teem uma vasta e antiga tradição tauromáquica. A primeira referência escrita sobre touradas em Plasencia encontra-se nas Cantigas de Santa Maria, de Afonso X de Castela, o Sábio, do século XIII, no chamado "Touro de Plasencia", na qual se narra o que aconteceu numa corrida de touros celebrada na Plaza Mayor.
A praça de touros, inaugurada em 1882, foi construída nos terrenos do Cotillo de San Antón por uma sociedade de placentinos criada para o efeito, que emitiu ações de 25 pesetas para o financiamento. O projeto ficou a cargo do arquiteto municipal Vicente Paredes Guillén. Na inauguração, touros da ganadaria de Trespalacios foram lidados pelos ilustres toureiros Cara-Ancha e Frascuelo.[carece de fontes?]
Em 1894 a praça sofreu um incêndio que destruiu as barreiras e assentos, construídos em madeira. Por não ter meios para a reconstruir, a sociedade cedeu a praça ao ayuntamiento, que a reconstruiu com a traça atual. A reinauguração ocorreu em 1896, ano em que se organizaram duas touradas. Durante a reconstrução a madeira foi substituída por granito nas partes ardidas. A praça, considerada de segunda categoria, é uma construção de dois pisos, com capacidade para 6 800 espectadores. O redondel tem 45 metros de diâmetro.  Está classificada como "Bem de Interesse Cultural" pela Junta da Estremadura.
As touradas mais importantes teem lugar durante a Feira de Junho, durante a qual decorrem três ou quatro corridas com a participação de toureiros dos mais elevados escalões. Além destas, há também uma tourada no Martes Mayor, na primeira terça-feira de agosto, e várias novilhadas de promoção. Embora propriedade do ayuntamiento, a praça é gerida por uma empresa privada.

### Desporto
Plasencia conta com diversas desportivas, na sua maior parte construídas e geridas pelo ayuntamiento. A Cidade Desportiva Municipal (Ciudad Deportiva Municipal) é um complexo polidesportivo com 108 000 m² que inclui um estádio e dois campos de futebol, piscinas ao ar livre, dois pavilhões, um ginásio com sala de musculação, dois muros de escalada (um coberto e outro ao ar livre), uma pista de atletismo, quatro campos de ténis, onze campos de pádel, um ringue de patinagem, um campo de basquetebol, uma pista de ciclismo de cross e três campos de pelota basca. Outras estruturas desportivas municipais incluem uma piscina coberta e aquecida, e pelo menos vinte espaços espalhados pela cidade, como campos de futebol,  pavilhões, petanca, pádel e calva (um jogo tradicional espanhol semelhante à petanca). O Club Deportivo y Social Ciudad de Plasencia tem também instalações desportivas próprias. Segundo o ayuntamiento, mais de 10 000 placentinos praticam desporto assiduamente.
Os principais clubes de futebol da cidade são a União Polidesportiva Plasencia (UP Plasencia) e o Agrupamento Desportivo Cidade de Plasencia (AD Ciudad de Plasencia).[carece de fontes?]
A UP Plasencia foi fundada em 1945 que já jogou cinco vezes na 2ª divisão espanhola nos últimos 25 anos, mas desde 1999 que não vai além da 3ª divisão, onde foi campeão em 1985 e em 1992. Na temporada de 2009-10 jogou no "Grupo I de la Regional Preferente de Extremadura", tendo voltado à 3ª divisão espanhola, grupo XIV (Estremadura), em 2010-11. Tem uma escola de futebol para jovens de ambos os sexos com idades compreendidas entre os 7 e os 18 anos.
O AD Ciudad de Plasencia foi fundado em 1998. Em 2009 a equipa masculina estava na 3ª divisão espanhola, no grupo da Estremadura. A equipa feminina está na 1ª divisão espanhola em 2010-11. Tem uma escola para jovens com idades compreendidas entre os 7 e os 18 anos.
O Clube de Basquetebol Plasencia Ambroz foi fundado em 1978. Em 2010 a equipa masculina profissional disputa a Liga Española de Baloncesto (Adecco LEB Plata) e foi várias vezes campeã regional da Estremadura. Tem equipas masculinas e femininas de todos os escalões etários, exceto seniores femininos.
Além destes clubes, a cidade tem outras associações desportivas, como o clube de basquete Nardeiros Plasencia, dois clubes de natação, o Clube de Natação de Plasencia e a Associação Desportiva Plasencia 96, e o Clube Desportivo Parque de Monfragüe, entre muitas outras.

## Personalidades ilustres ligadas a Plasencia
Políticos
- Álvaro de Zúñiga y Guzmán (1410 — 10 de junho de 1488) — Um dos nobres mais influentes do seu tempo em Espanha, era membro da Casa de Zúñiga, descendentes dos reis de Navarra. Foi duque de Arévalo, conde e duque de Plasencia, duque de Béjar, conde de Bañares, ricohombre de Castela, senhor de Zúñiga, Béjar, Bañares, Mendavia e, por herança da sua mãe Isabel de Guzmán y Ayala, senhor de Gibraleón.[151]
- Juan de la Concha Castañeda (29 de agosto de 1818 — Madrid 30 de agosto de 1903) — Foi deputado, ministro das finanças do governo espanhol de 1892, fiscal do Supremo Tribunal e do Conselho de Estado.[152]
- Julio Durán Pérez (? — 19 de agosto de 1936) — Foi um alcaide republicano e socialista assassinado com um tiro na nuca no início da Guerra Civil Espanhola por grupos fascistas.[153]

Militares e exploradores

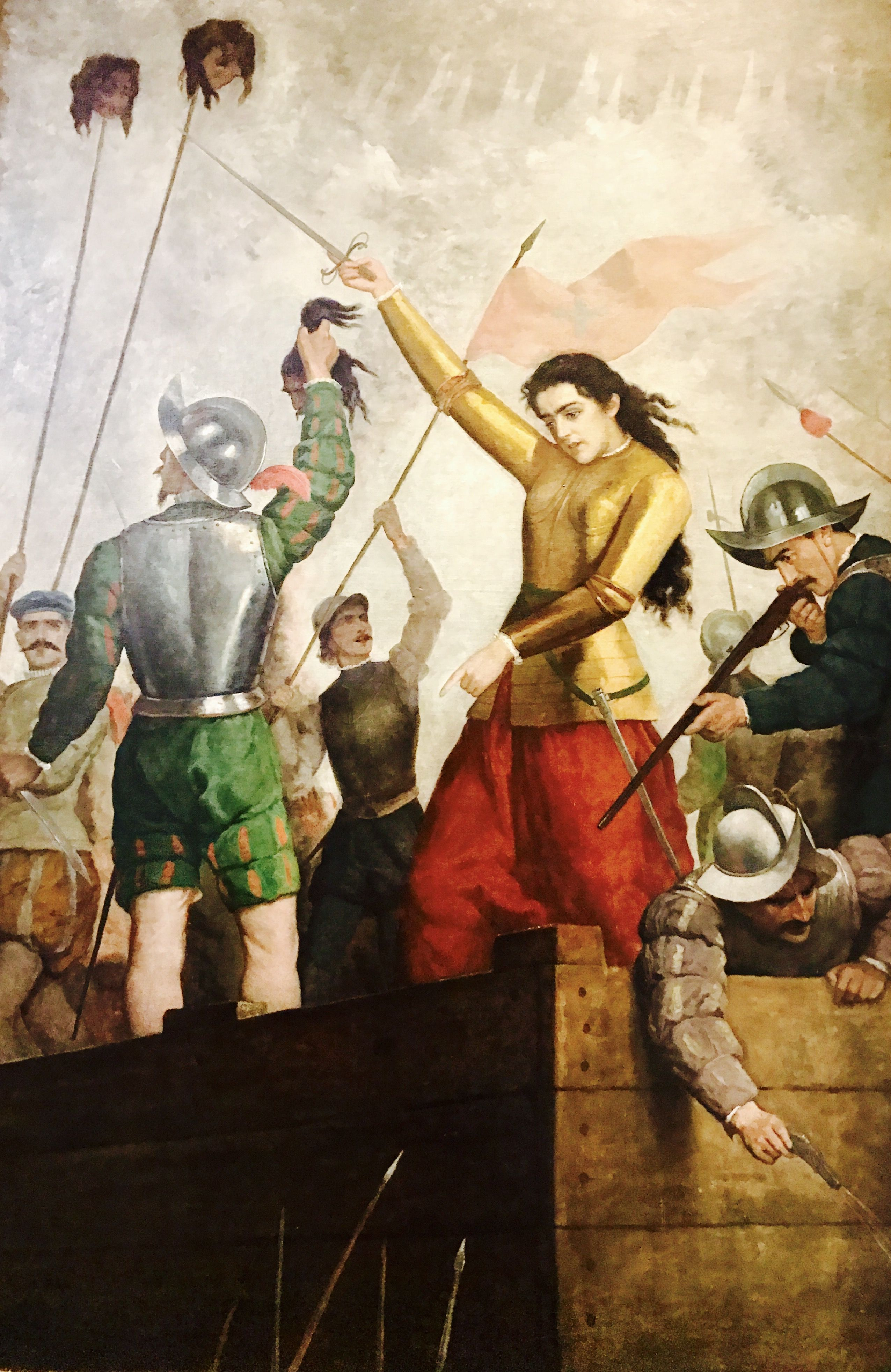
Inés de Suárez, exploradora da América do Sul

- Inés de Suárez (1507 — Chile, 1580), exploradora e conquistadora, companheira e amante de Valdivia, que conheceu em Cusco e a quem acompanharia na conquista do Chile. Nasceu e cresceu numa casa muito próxima da Catedral Velha.[154]
- Mariano Ceferino del Pozo — alcunhado como Boquique, lutou contra os franceses durante a Guerra da Independência Espanhola. Quando esta acabou, foi comandante de uma força militar que perseguia assaltantes no norte da Estremadura. Quando rebentou a primeira Primeira Guerra Carlista (1833-1840), aderiu à causa carlista, tornando-se capitão do respetivo exército. Após a derrota dos carlistas nessa guerra, converteu-se em bandoleiro e foi perseguido como tal, acabando por ser capturado nos arredores de Plasencia, na Gruta de Boquique, a que deu o nome.[155]

Religiosos
- Bernardino López de Carvajal y Sande (1455 - Roma, 1523) - Homem de letras e eclesiático de carreira, esteve envolvido nos principais conflitos políticos e religiosos do seu tempo. Doutor em Direito e Teologia, foi professor e reitor da Universidade de Salamanca, cardeal, embaixador de facto dos Reis Católicos junto do papa (Cúria Romana) e embaixador desta em Espanha, delegado do rei espanhol Fernando, o Católico nas negociações com Portugal que culminaram no Tratado de Tordesilhas, representante de Carlos VII de França em Itália e de Maximiliano I da Áustria na Lombardia, pelo menos duas vezes sério candidato a papa.[156]
- Gabriel Trejo Paniagua (1562 - Málaga, fevereiro de 1630) - cardeal, arcebispo e reitor da Universidade de Salamanca, ocupou vários cargos na corte espanhola, nomeadamente fiscal do Conselho das Ordens Militares, membro da Inquisição e capelão-mor do Convento das Descalças Reais de Valladolid.[157]

Artistas
- Luis de Ávila y Zúñiga (1500 — 1564) — Historiador, marquês de Mirabel, esteve muito ligado a Carlos I de Espanha, V da Aústria, do qual foi embaixador em Roma, e a quem acompanhou na sua visita a África em 1541 e na batalha de Mühlberg contra a Liga de Esmalcalda em 1547. Sobre estes acontecimentos, em 1548 publicou "Comentario de la guerra de Alemania hecha por Carlos V, máximo emperador romano, rey de España, en el año de 1546 y 1547".[158] Acompanhou o imperador no seu desterro voluntário no mosteiro de Yuste.[carece de fontes?]

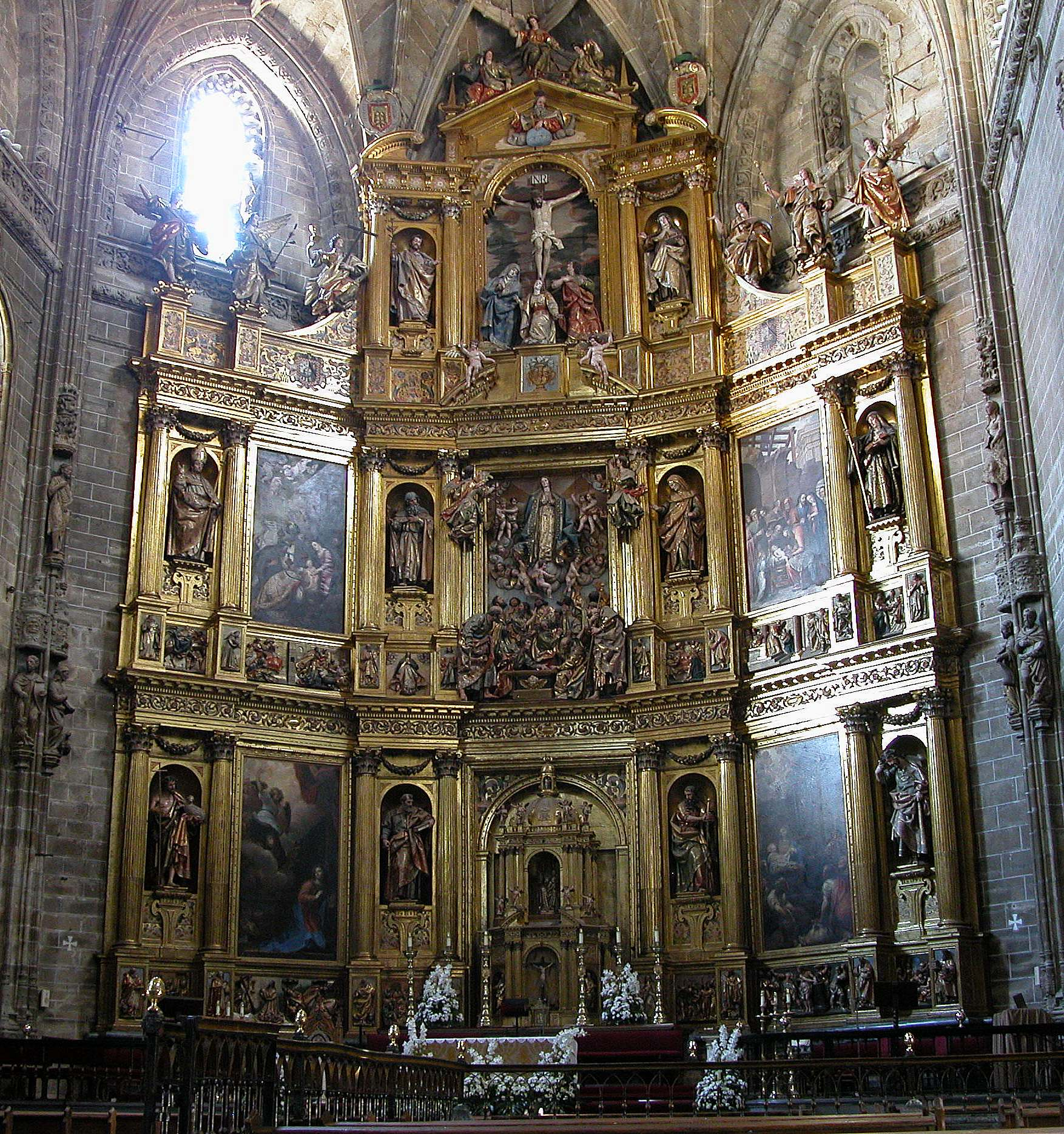
Retábulo-mor da Catedral Nova de Plasencia, onde trabalhou José Joaquín de Churriguera

- José Joaquín de Churriguera (Plasencia, Madrid ou Salamanca, 1674 — Salamanca, 1724), também conhecido como Joaquín Benito Churriguera, foi arquiteto e escultor do Barroco, da família dos Churriguera. As suas obras principais encontram-se em edifícios de Salamanca e Zamora.[159]
- José Antonio Gabriel y Galán (1940 — 1993) — Escritor, tradutor e jornalista.[160]
- Alonso Alonso (1930) — Pintor, advogado, diplomata e filósofo, a sua obra artística é muito vasta, estando representado em locais como o Centro de Arte Moderna Reina Sofia, em Madrid, o Museu Nacional de Belas Artes, em Santiago do Chile, ou o Rockefeller Center, em Nova Iorque, além de muitos outros. Depois de muitos périplos por muitas cidades, reside em Plasencia desde 2003.[161]
- José Antonio García Blázquez (29 de abril de 1940) — escritor e tradutor, as suas obras mais conhecidas são provavelmente "El rito", que recebeu o Prémio Nadal em 1973, e "No encontré rosas para mi madre", que foi adaptada ao cinema[162] por Francisco Rovira Beleta[163] em 1972.[164]
- Roberto Iniesta (16 de maio de 1962) — escritor, compositor, cantor e guitarrista do grupo de rock Extremoduro. Publicou o seu primeiro romance em 2009, "El viaje intimo de la locura" (A viagem íntima da loucura).[165]

Desportistas
- Francisco Delgado Melo (13 de novembro de 1943) — Futebolista, defesa central, iniciou a sua carreira na União Polidesportiva de Plasencia. Contratado em 1968 pelo Atlético de Madrid, com o qual ganharia três campeonatos da liga espanhola e a Copa Intercontinental de 1974. Jogou pela seleção espanhola por duas vezes, em 1970. Desde que se retirou, em 1976, foi treinador de várias equipas de categorias inferiores.[166]
- Iván Corrales Gordo (12 de julho de 1974) — Basquetebolista (base), formou-se no Club Joventut de Badalona e jogou pela primeira vez na Liga ACB com 19 anos; passou por inúmeras equipas; integrou a seleção espanhola que alcançou o 2º lugar no campeonato europeu masculino (EuroBasket) de 1999.[167]